# Insurrection de Boko Haram
- Contrôlé par le Nigeria et ses alliés
- Expansion maximale de Boko Haram en 2014

Batailles
- 1er Bauchi
- 1er Maiduguri
- 2e Bauchi
- 1re Damaturu
- Kano
- 1er Baga
- Gashua
- 1er Bama
- Dawashe
- Monguno
- Benishiek
- Kasiya
- Kangarwa
- Alagarno
- 2e Damaturu
- 1re Mainok
- Bita
- 2e Maiduguri
- Digil
- 2e Bama
- 1er Damboa
- Giwa
- Bulanbuli
- Buni Yadi
- Tourou
- 2e Damboa
- Bargaram
- 1re Kolofata
- 1re Gwoza
- 1re Gamboru Ngala
- 1er Fotokol
- 3e Bama
- 1re Konduga
- Amchidé et Limani
- 1re Malam Fatori
- 3e Damaturu
- Amchidé
- Achigachia
- 2e Baga
- 2e Kolofata
- 3e Maiduguri
- 1re Monguno
- Bodo
- 4e Maiduguri
- 2e Gamboru Ngala
- 2e Fotokol
- Bosso
- 3e Gamboru Ngala
- Ngouboua
- 2e Monguno
- Waza
- 1re Dikwa
- 1re Karamga
- Wurgé
- 2e Konduga
- 2e Dikwa
- Damasak
- 4e Bama
- 2e Gwoza
- Talagam
- 2e Bosso
- 2e Malam Fatori
- Marte
- 2e Karamga
- 1re Forêt de Sambisa
- Choua
- Koumguia
- 1re Lac Tchad
- Lithie
- Ngoshe
- Kumché
- 1re Kareto
- Madawaya
- 3e Bosso
- Toumour
- 3e Malam Fatori
- 1re Gueskerou
- Kaïga
- 2e Lac Tchad
- Magumeri
- 1re Gajiram
- Balagallaye
- Jilli
- Jakana
- Garunda
- Zari
- Gudumbali
- Moussarom et Ngueleya
- 1re Metele
- Kaiga Kindji
- Kukawa
- 2e Metele
- 3e Baga
- Komadougou Yobé
- Chétima Wangou
- 2e Gueskerou
- Dangdala
- 1re Bohama
- Magorone
- Berkara
- Darak
- 2e Kareto
- 2e Gajiram
- 1er Tchoukoutalia
- Sunnawa
- Goneri
- 2e Bohama
- 2e Mainok
- 2e Forêt de Sambisa
- 2e Tchoukoutalia
- Baroua
- Kirta Wulgo
- Barkaram

Massacres
- Maiduguri
- 1er Baga
- Mamudo
- 1er Konduga
- Dumba
- Benisheik
- Gujba
- Logumani
- Gulumba
- Firgu
- Kawuri
- Waga Chakawa
- 2e Konduga
- Izghe
- Bama
- Buni Yadi
- Mainok
- Mafa
- Giwa
- Amchaka
- Gamboru Ngala
- Gumushi
- Goshe, Attagara, Agapalwa et Aganjara
- Bardari
- Kwada, Ngurojina, Karagau et Kautikari
- Dille
- Damboa
- Gwoza
- Azaya Kura
- Dogon Fill
- Damasak
- 2e Baga
- Fotokol
- Najba
- Lamana et Ngoumao
- Kukawa
- Kukuwa-Gari
- Dalori
- Rann
- Badu Kuluwu
- Felo
- Monguno et Goni Usmanti
- Koshobe
- Toumour
- Mafa

Attentats
- 1er Jos
- 1er Abuja
- 1er Damaturu
- Madalla
- Kaduna
- 1er Kano
- 1er Maiduguri
- Ngurosoye
- Mulai
- 1er Nyanya
- 2e Nyanya
- 2e Jos
- 1er Mubi
- 2e Damaturu
- 2e Abuja
- 2e Kaduna
- Potiskum
- 2e Maiduguri
- 2e Kano
- 3e Jos
- 3e Maiduguri
- N'Djaména
- Monguno
- Zabarmari
- 4e Jos
- 1er Gombe
- 2e Gombe
- Kerawa
- 4e Maiduguri
- Sabon Gari
- Baga Sola
- Dikwa
- Madagali
- 2e Mubi
- 3e Mubi

L'insurrection de Boko Haram ou insurrection djihadiste au Nigeria est un conflit armé qui éclate en 2009 dans le nord du Nigeria. Cette guerre oppose l'État nigérian, le Cameroun, le Tchad et le Niger aux groupes salafistes djihadistes de Boko Haram, de l'État islamique en Afrique de l'Ouest et d'Ansaru,,,,,.
Le conflit débute en juillet 2009, par le soulèvement à Maiduguri, la capitale de l'État de Borno, d'une secte islamiste surnommée « Boko Haram », fondée par Mohamed Yusuf. L'insurrection est réprimée par l'armée nigériane et Yusuf y trouve la mort. En 2010, le mouvement passe sous le contrôle d'Abubakar Shekau. Il devient un groupe armé qui prend le nom officiel de « Groupe sunnite pour la prédication et le djihad » et commence une campagne de guérilla, d'attentats et de massacres.
En mai 2013, les forces armées nigérianes lancent une vaste offensive dans les états de Borno, Bauchi et Adamawa. Mais à partir de l'été 2014, les djihadistes infligent de graves revers à l'armée nigériane, affaiblie par la corruption, et parviennent à conquérir la plus grande partie de l'État de Borno. Le conflit se régionalise, Boko Haram mène plusieurs raids au Cameroun et en janvier 2015, le Tchad et le Niger interviennent militairement au Nigeria.
En 2015, l'intervention militaire tchadienne permet au Nigeria de reprendre le contrôle des villes tombées aux mains des djihadistes. Ces derniers se replient alors dans la région du lac Tchad et dans la forêt de Sambisa, d'où ils poursuivent une guérilla.
Le 7 mars 2015, Boko Haram prête allégeance à l'État islamique, que ce dernier reconnaît officiellement cinq jours plus tard. Le groupe prend alors le nom d'État islamique en Afrique de l'Ouest ou de Province d'Afrique de l'Ouest de État islamique. Mais en août 2016, il se scinde en deux : Abubakar Shekau est écarté par l'État islamique pour « extrémisme » et est remplacé par Abou Mosab al-Barnaoui. Opposé à cette décision, Shekau prend alors la tête d'une faction qui réadopte son ancien nom de « Groupe sunnite pour la prédication et le djihad », tout en maintenant son allégeance à l'État islamique. Les deux factions deviennent cependant rivales et s'affrontent occasionnellement.
Depuis 2009, le conflit a fait des dizaines de milliers de morts et des centaines de milliers de déplacés. L'armée nigériane et Boko Haram se rendent responsables de crimes de guerre et de crimes contre l'humanité. Selon des rapports publiés par l'ONU, Amnesty International et Human Rights Watch, plus de 7 000 civils ont été tués par Boko Haram dans des massacres et des attentats, et entre 2 000 et 7 000 femmes ont été enlevées pour servir d'esclaves sexuelles aux djihadistes, tandis que l'armée nigériane s'est rendu responsable de la mort de plus de 8 000 personnes, exécutées ou mortes en détention,,,,.

## Contexte
Le 7 avril 2014, le Nigeria devient officiellement la première puissance économique d'Afrique, place qu'il occupe jusqu'en août 2016. Il est le premier exportateur de gaz et de pétrole sur le continent, grâce à ses réserves dans le delta du Niger. Cependant le PIB par habitant demeure faible et le Nigeria reste un pays en développement, gangrené par la corruption,,. En 2016, Vincent Foucher, chercheur à l'International Crisis Group, déclare : « Dans ce pays, l'État est à la fois très puissant et intermittent. Il est brutal, corrompu et décevant pour beaucoup de Nigérians. [...] Les forces de l'ordre ont un droit à l’abus que j’ai rarement constaté ailleurs. Il existe une habitude de l’impunité dans l’histoire du pays ». En 2016, un sondage de la fondation AfroBarometer montre que 21 % des Nigérians ont confiance en leur police, soit le taux le plus faible d'Afrique.
Au Nigeria, état fédéral, les inégalités entre le nord, majoritairement musulman, et le sud, majoritairement chrétien, se creusent au début des années 2000, sous le mandat d'Olusegun Obasanjo. Les 12 États du nord sont les moins développés du pays et l'État de Borno est le plus pauvre de tous ; les trois quarts de la population y vivent sous le seuil de pauvreté, 98 % des enfants de moins de quinze mois ne sont pas vaccinés, 83 % des jeunes sont illettrés et 48,5 % des enfants ne sont pas scolarisés.
Dans les années 1980, le nord du Nigeria est déjà le théâtre de l'insurrection d'une secte ; le mouvement Maitatsine, fondé par Mohamed Marwa Maitatsine, qui se proclame à la fois prophète et messie. Rejetant toute modernité et toute influence de l'Occident, la secte provoque de sanglantes émeutes à Kano en 1980, puis à Maiduguri en 1982. Elle est férocement réprimée à Kano en avril 1984, au prix de 3 000 morts,.
En l'an 2000, la charia est instaurée dans les États musulmans du nord, cependant elle s'avère moins religieuse que politique. Selon le journaliste Alain Vicky : « les cercles politico-militaires du Nord en font surtout un instrument de pression dans leur bras de fer avec le pouvoir central ». La Zakât, un des cinq piliers de l'islam, n'est même pas appliquée.
Surnommé le « Pakistan d'Afrique », le nord-est du Nigeria est parcouru par des dizaines de milliers de prédicateurs itinérants. Dans l'État de Yobe, l'un d'eux, Mohamed Yusuf, commence à se démarquer dans les années 2000. Il fonde en 2002, le mouvement qui va devenir plus connu par son surnom de « Boko Haram ». Ses adeptes sont également surnommés les « talibans ». Yusuf réclame une application stricte de la charia, il rejette la modernité, la démocratie — assimilée à la corruption — et les idées de l'Occident. Il s'oppose aux autres prédicateurs, majoritairement quiétistes et, à Izala, un mouvement salafiste et néohanbaliste. À plusieurs reprises, des membres d'Izala ou des confréries soufies Tidjaniyya et Qadiriyya sont assassinés par des adeptes de Boko Haram,.
En avril 2003, Boko Haram appuie discrètement, contre un soutien financier, la candidature de Ali Modo Sheriff (en) — qui promet une application plus stricte de la charia — pour l'élection du nouveau gouverneur de l'État de Borno. Celui-ci élu, il crée un ministère des affaires religieuses et nomme à sa tête Buju Foi, un membre de Boko Haram. À l'automne 2003 cependant, la police de l'État de Yobe attaque la « cité céleste » de Yusuf à Kannamma. Après quelques attaques, Boko Haram se replie à Maiduguri, dans l'État de Borno. La secte y installe une mosquée et une école et attire les jeunes des quartiers pauvres, ainsi que des étudiants et des fonctionnaires. Selon Alain Vicky, « derrière la religion, un même profond ressentiment anime ces populations qui s'estiment abandonnés par les élites, le pouvoir central et les policiers fédéraux, corrompus et brutaux »,,.
Ali Modo Sheriff ne tient pas ses promesses une fois élu, Mohamed Yusuf l'attaque alors publiquement dans ses sermons. En 2007, Ali Modo Sheriff est réélu gouverneur de l'État de Borno au terme d'une campagne marquée par des assassinats politiques. Mais cette fois-ci Boko Haram a soutenu un autre candidat ; Kashim Ibrahim Imam, membre du Parti démocratique populaire. Ali Modo Sheriff cherche alors à se débarrasser de la secte. En juin 2009, lors de l'enterrement d'un membre de Boko Haram tué par la police, quinze autres fidèles sont assassinés par des policiers qui leur reprochaient de ne pas porter de casques sur leurs motos. Mohamed Yusuf annonce alors sur internet son intention de se venger. Le mois suivant, plusieurs attaques simultanées ont alors lieu dans les États de Bauchi, Borno, Kano et Yobe et le 27 juillet, à Maiduguri, des milliers de partisans de Mohamed Yusuf se soulèvent,,.

## Déroulement

### Insurrection de 2009 et guérilla
L'insurrection de Boko Haram à Maiduguri est écrasée par l'armée nigériane le 30 juillet, après quatre jours d'affrontements. Les combats et la répression font environ 1 000 morts. Mohamed Yusuf est pris et exécuté par des policiers. Abubakar Shekau, le bras droit de Yusuf, parvient cependant à s'enfuir avec un petit groupe de 200 partisans.
Après l'échec de leur insurrection, de nombreux membres de Boko Haram s'enfuient au Niger et au Tchad. D'août 2009 à août 2010, la secte reste discrète et se réorganise en secret à Maiduguri et dans la région de la forêt de Sambisa. En septembre, elle refait surface de façon spectaculaire en prenant d'assaut la prison de Bauchi réussissant à libérer 700 prisonniers dont 150 adeptes.
En juillet 2010, Abubakar Shekau apparaît dans un enregistrement vidéo dans lequel il se proclame leader de Boko Haram et promet de continuer la lutte armée. Sous l'influence de Shekau, Boko Haram, initialement considérée comme une secte, mue en un groupe islamiste insurrectionnel.
Après un début d'année relativement calme, Boko Haram passe à l'offensive à partir de l'été. De juillet à novembre 2010, une cinquantaine de personnes — policiers, soldats, religieux, chefs locaux et politiciens — sont assassinés à Maiduguri par les rebelles islamistes. À Noël, Boko Haram commet une série d'attaques contre les chrétiens, qui font plusieurs dizaines de morts. Un attentat à Jos fait à lui seul 80 victimes. Entre juillet 2009 et février 2011, Boko Haram revendique 164 attaques qui causent la mort de 935 personnes.
À partir d'avril 2011, le groupe multiplie les attentats à la bombe contre des églises chrétiennes, des gares, des hôtels, des débits de boisson et des bâtiments officiels. L'élection présidentielle de mai et la victoire de Goodluck Jonathan sont l'occasion d'autres attentats qui font une dizaine de morts. Le 16 juin 2011, Boko Haram mène à Abuja son premier attentat-suicide. Le 21 juin, une dizaine d'hommes armés attaque la ville de Kankara, dans l'État de Katsina, incendie un poste de police, libère les détenus et pille une banque, tuant sept personnes dont 5 policiers.
La volonté affichée du gouvernement à partir de juillet 2011 de négocier avec Boko Haram n'empêche pas celle-ci de poursuivre la lutte armée et de revendiquer l'attentat kamikaze contre la représentation des Nations unies à Abuja le 26 août 2011 au cours duquel 23 personnes trouvent la mort,.
Le 4 novembre 2011, plusieurs églises du quartier chrétien de Damaturu et des postes de polices sont pris pour cible par Boko Haram, faisant au moins 150 morts,. Les 22 et 23 décembre 2011, des combats à Damaturu font une centaine de morts, dont au moins 50 djihadistes et 41 civils,. Le 25 décembre, jour de Noël, un attentat contre une église de Madalla, en périphérie d'Abuja, fait 42 morts tandis qu'un second attentat vise une église évangélique de Jos,. Au total, Boko Haram mène 35 attaques pendant l'année 2011 et tue 450 personnes.
Le 16 janvier 2012, deux militaires, quatre policiers, quatre civils et cinq djihadistes sont tués lors d'une attaque des islamistes contre un poste de contrôle sur le carrefour d'Ajilari, à Maiduguri. Puis le 20 janvier à Kano, des dizaines d'hommes de Boko Haram attaquent des bâtiments de la police et de la douane. Les fusillades et les attentats causent la mort de 150 civils, 36 policiers et agents et neuf djihadistes, dont cinq kamikazes.
Le 8 avril, un attentat à la bombe à Kaduna près d'une église fait 39 morts et plus de 30 blessés. Le 17 juin 2012, 16 personnes sont tuées dans des attentats-suicides commis contre une cathédrale et quatre églises chrétiennes dans les villes de Kaduna et Zaria. Ces attaques entraînent des représailles contre les musulmans, au total les violences font au moins 52 morts et 150 blessés,,,. De son côté, l'armée nigériane réagit souvent brutalement et commet également des exactions : ainsi le 1er novembre à Maiduguri, des soldats raflent puis abattent au moins 40 jeunes hommes.
Du 27 février au 8 mars 2013, 52 membres de Boko Haram sont tués et 70 autres capturés des opérations de l'armée nigériane, principalement autour de Maiduguri. Les militaires perdent au moins deux hommes tués et trois blessés,. Le 31 mars, l'armée lance un assaut contre une cache découverte dans un immeuble de la ville de Kano, 14 islamistes sont tués ainsi qu'un soldat.
Du 19 au 22 avril, l'armée nigériane attaque les djihadistes à Baga. Après trois jours de combats, elle affirme avoir tué 30 insurgés et ne reconnaît la mort que de six civils et un soldat. Mais ce bilan est contesté, selon la Croix-Rouge au moins 187 personnes ont été tuées et pour un sénateur nigérian le bilan est d'au moins 228 morts et de 4 000 maisons détruites. L'armée nigériane est soupçonnée d"avoir commis un massacre contre des civils,,,.
Le 7 mai 2013, les djihadistes attaquent Bama et notamment sa prison où ils délivrent 105 prisonniers. 38 gardiens, militaires ou policiers sont tués, ainsi que 13 assaillants,.

### Offensive de l'armée nigériane en mai 2013
Le 14 mai 2013, le président nigérian Goodluck Jonathan instaure l'État d'urgence dans les États de Yobe, de Borno et d'Adamawa où l'armée nigériane lance une grande offensive contre les djihadistes. Les autorités mobilisent et rassemblent d'anciennes milices locales qui sont rebaptisées les Civilian Joint Task Force (CJTF). Selon une source citée par l'envoyé spécial du Monde Jean-Philippe Rémy : « Les Boko Haram massacrent les villages où se créent des cellules des CJTF pour leur tenir tête. Inversement, les militaires et les CJTF considèrent que si un village refuse de créer son groupe de miliciens, ils sont Boko Haram, et donc une cible légitime »,.
L'offensive est lancée le 15 mai, au moins 2 000 soldats sont déployés dans la réserve de Sambisa, dans l'État de Borno. Le 17 mai, plusieurs bastions de Boko Haram sont bombardés par l'aviation nigériane faisant « beaucoup de victimes » selon l'armée. Des soldats sont également déployés sur la frontière camerounaise afin d'empêcher un repli des islamistes vers ce pays. Des civils fuyant les combats tentent de gagner le Cameroun, mais ils sont refoulés par les autorités camerounaises qui craignent l'infiltration d'islamistes. Le 19, le général Olukolade affirme que les combats ont fait au moins 17 morts : « Quatorze terroristes sont morts et vingt ont été arrêtés alors qu'ils fuyaient. Trois soldats ont été tués, sept ont été blessés et un est porté disparu ». Dans la même journée, l'armée déclare avoir arrêté 65 « terroristes ». Le conseiller présidentiel Doyin Okupe, affirme le 22 mai, qu'au moins 55 insurgés ont été tués dans les combats du 19 mai et qu'au moins 55 autres ont été capturés. Le même jour, le président Goodluck Jonathan affirme que les insurgés ont été délogés de leurs camps. Le 20 mai, le général Olukolade, porte-parole de l’armée, affirme que les troupes gouvernementales nigérianes ont sécurisé les environs de New Marte, Hausari, Krenoa, Wulgo et Chikun Ngulalo, près de la frontière camerounaise. Le même jour plus de 1 000 soldats envoyés en renfort commencent leur déploiement dans l'État d'Adamawa. Le 21, l'armée nigériane déclare avoir arrêté environ 120 insurgés. Le même jour, le gouvernement annonce la libération de suspects et de toutes les femmes suspectées d'être en lien avec des activités terroristes. À cette même date, le CICR estime que les combats ont fait plus de 2 400 réfugiés. Le 4 août, l'armée nigériane repousse deux attaques à Malam Fatori et Bama, 32 djihadistes et trois militaires sont tués,. Le 9 août, l'armée nigériane déclare avoir capturé 1 000 membres présumés de Boko Haram. Le 31 août, 62 miliciens sont tués ou portés disparus après une embuscade à Monguno,. Huit jours plus tard, treize autres miliciens sont tués dans un nouveau guet-apens à Benishiek. Le 6 septembre, l'armée nigériane affirme avoir tué une cinquantaine d'islamistes près de Maiduguri. Mi-2013, selon l'envoyé spécial du Monde Jean-Philippe Rémy, les milices de la Civilian Joint Task Force et des « gangs de quartiers, récupérés et financés par le pouvoir politique local » parviennent à chasser Boko Haram des rues de Maiduguri au prix de massacres et de plusieurs centaines de morts.
Le 12 septembre, l'armée nigériane remporte une importante victoire en prenant d'assaut un camp de Boko Haram dans la forêt de Kasiya. Selon l'armée environ 150 rebelles islamistes sont morts contre 16 tués et 9 disparus dans ses rangs. Mais dès le lendemain, l'armée subit un revers à Kangarwa, où une centaine de soldats sont massacrés dans une embuscade. Les combats s'enchaînent ; le 5 octobre, une attaque djihadiste est repoussée à Damboa, les assaillants laissent 15 morts. Le 15 octobre, l'armée affirme avoir repoussé plusieurs attaques à Bama, Gwoza et Pulka, et tué environ 40 rebelles. Le 22, elle annonce avoir tué 37 jihadistes dans l'assaut d'un camp près d'Alagarno, dans l'État de Borno. Le 24 octobre, les djihadistes attaquent Damaturu et sont repoussés après des combats qui font des dizaines de morts. Le lendemain l'armée contre-attaque et assaille deux camps près de Mainok, elle revendique la mort de 74 djihadistes. Le 15 novembre, un autre camp est conquis à Bita, près de Gwoa, 20 islamistes sont tués. Le 2 décembre, les hommes de Boko Haram lancent un raid contre une caserne militaire à Maiduguri, ils laissent 24 morts mais parviennent à détruire trois avions et deux hélicoptères au sol. Le 12 décembre, 25 djihadistes sont tués lors de l'attaque du village de Ngauramari, 13 autres sont abattus à Digil le 18 décembre.
À cette période, les djihadistes commettent également plusieurs massacres dans des lycées. Le 6 juillet, ils assassinent 41 étudiants et un professeur dans les dortoirs du lycée de Mamudo. Le scénario se répète la nuit du 28 au 29 septembre, à Gujba, où 44 étudiants sont tués,. Le 11 août à Konduga, les djihadistes mitraillent les fidèles dans une mosquée, faisant 44 morts. Le 18 septembre, ils ravagent Benisheik et placent des barrages pour arrêter et mettre à mort des automobilistes, le massacre fait 161 morts,.
Au début du mois de décembre, le gouvernement nigérian annonce que 1 400 personnes ont été capturées lors de l'offensive et que 500 vont être jugées. Puis, le 10 janvier 2014, il annonce que 167 suspects vont être libérés.
Le 20 décembre, Boko Haram détruit un camp de l'armée à Bama au cours d'un raid. Les militaires soutenus par l'aviation lancent cependant une contre-attaque contre les insurgés en repli. Selon le ministère de la Défense, les affrontements font 63 morts du côté des islamistes, 15 chez les militaires mais de nombreux civils périssent également lors des affrontements,. Le même jour, pressés par les forces nigérianes, des combattants de Boko Haram franchissent la frontière camerounaise à Banki. Le 9 janvier, l'armée nigériane affirme avoir tué 38 djihadistes près de Damboa. Le 12 février, neuf soldats nigérians sont tués dans une embuscade dans l'État d'Adawama, bombardés par des tirs de mortiers. Le 17 février, le Niger affirme avoir arrêté une vingtaine d'hommes de Boko Haram, tous de nationalité nigériane, qui préparaient une attaque contre la ville de Diffa.
Une nouvelle vague de massacres est également commise par Boko Haram à la fin du mois de janvier et en février. Le 26 janvier, une cinquantaine de djihadistes tuent 85 civils dans le village de Kawuri,. Le même jour, 45 chrétiens sont massacrés dans une église au moment d'une messe à Waga Chakawa. Le 11 février, les djihadistes assassinent environ 40 à 50 personnes à Konduga,. Le 15 février, 106 habitants du village majoritairement chrétien d'Izghe sont massacrés et d'autres tueries dans sept villages voisins font environ 65 morts,,. Le 19, les hommes de Boko Haram font un raid sur la grande ville de Bama et tuent 98 personnes. Le 25, à Buni Yadi, 59 lycéens sont massacrés dans leurs dortoirs. Le 1er mars, un attentat dans un marché de Maiduguri fait au moins 69 morts.
Le 14 mars, Boko Haram attaque la caserne de Giwa, à Maiduguri, et délivre de nombreux prisonniers qui y étaient détenus, cependant environ 600 sont repris et exécutés par les forces nigérianes. Le 17 mars, un combat dans l'État de Yobe fait huit morts chez les djihadistes tandis qu'un militaire nigérian est tué et qu'un officier est grièvement blessé. Le 27 mars, 11 hommes de Boko Haram sont tués par l'armée près de la frontière camerounaise. Le 9 avril, des hommes de Boko Haram effectuent un raid sur la ville de Gwaram, dans l'État de Jigawa. Ils attaquent un poste de police, un tribunal et une banque. Sept policiers et un civil sont tués lors de la fusillade. Le 13, 60 habitants du village d'Amchaka sont tués par les djihadistes.

### Raid de Chibok et réactions internationales

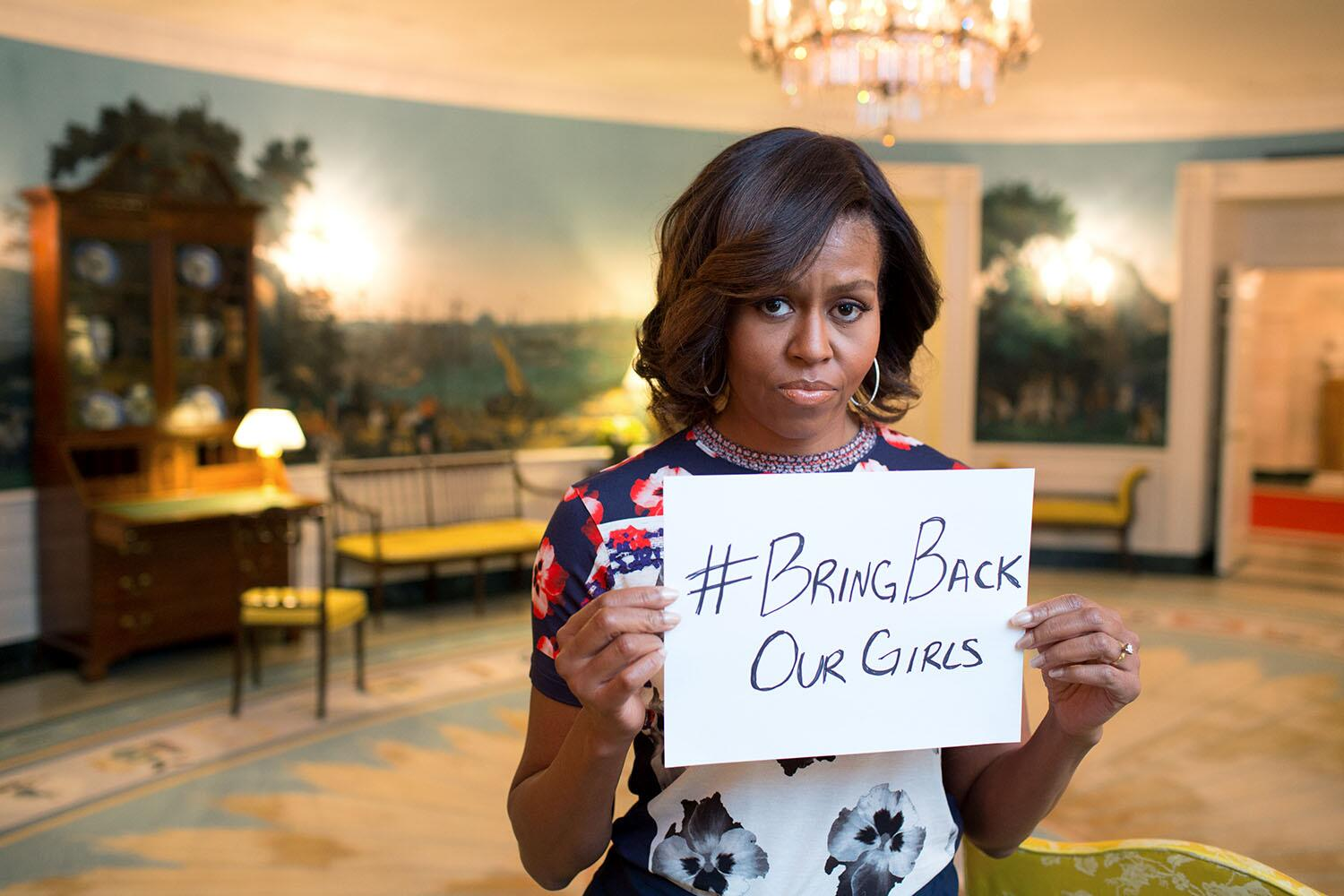
Michelle Obama tenant un message avec le hashtag "#bringbackourgirls". Photographie postée le 7 mai sur le compte twitter officiel de la Première dame des États-Unis pour protester contre le rapt des lycéennes de Chibok.

Le 14 avril 2014, 276 lycéennes de Chibok sont enlevées par des djihadistes déguisés en soldats. Le raid est revendiqué le 5 mai par Abubakar Shekau, le chef de Boko Haram, qui déclare dans une vidéo : « J'ai enlevé les filles. Je vais les vendre sur le marché, au nom d'Allah. Il y a un marché où ils vendent les êtres humains [...] J'ai dit que l'éducation occidentale devait cesser. Les filles, vous devez quitter (l'école) et vous marier ». Ces déclarations provoquent une vague d'indignation et une forte mobilisation internationale, symbolisée par la campagne « Bring back our girls »,,.
Le 17 mai 2014, un sommet se tient à Paris où sont présents les chefs d'État de cinq pays africains : Goodluck Jonathan, président du Nigeria ; Idriss Déby Itno, président du Tchad; Paul Biya, président du Cameroun; Mahamadou Issoufou, président du Niger et Boni Yayi, président du Bénin, ainsi que des représentants des États-Unis, du Royaume-Uni et de l'Union européenne. L'objectif est de contrer Boko Haram en améliorant la collaboration entre les différents États africains, notamment par l'échange de renseignements et une meilleure surveillance des frontières. Un rapprochement entre le Nigeria et le Cameroun, dont les relations diplomatiques sont tendues en raison d'un différend territorial dans la péninsule de Bakassi, est également particulièrement attendu par les pays occidentaux et la France qui assure la médiation,,,. Un plan est adopté par les cinq chefs d'État, selon le président français François Hollande ce plan prévoit « la coordination du renseignement, l'échange d'informations, le pilotage central des moyens, la surveillance des frontières, une présence militaire autour du lac Tchad et une capacité d'intervention en cas de danger ». Paul Biya, le président camerounais, déclare : « Nous sommes ici pour déclarer la guerre à Boko Haram ».
Le 22 mai 2014, Boko Haram est placée sur la liste des Organisations et personnes considérées par l'ONU comme proches d'Al-Qaïda ou des talibans.
Pendant ce temps les combats et les massacres se poursuivent au Nigeria. Le 24 avril, l'armée nigériane s'aventure près de la forêt de Sambisa, un des principaux repaires de Boko Haram, et tue 40 djihadistes. La nuit du 13 au 14 mai, quatre soldats nigérians sont tués dans une embuscade près de Maiduguri. Deux attentats sont également commis le 14 avril et le 1er mai dans la gare de Nyanya, à Abuja, faisant 75 et 19 morts,. Le 26 avril, Boko Haram prend d'assaut la ville de Buni Yadi, dans l'État de Yobe, tuant 45 militaires et policiers. Puis le 5 mai, le jour même où Abubakar Shekau revendique le rapt de Chibok, plus de 300 habitants de la petite ville de Gamboru Ngala sont massacrés par les djihadistes.

### Début des offensives djihadistes au Cameroun
À la fin du mois de mai 2014, le Cameroun déploie 3 000 soldats pour protéger l'extrême nord de son territoire des incursions de Boko Haram. Le 28 mai, l'armée camerounaise repousse deux attaques de Boko Haram à Achigachia, dans le Mayo-Tsanaga et Amchidé, dans le Mayo-Sava. Le 30 et le 31, de nouveaux combats éclatent à Limani, au nord de Maroua,. Le 1er juin, les autorités camerounaises annoncent avoir tué une quarantaine d'hommes de Boko Haram lors de combats à l'ouest de la ville de Kousseri. Le 6 juin, un groupe de 200 islamistes établit une petite base sur le mont Gossi à Tourou, près de Mokolo. Mais ils sont repérés par l'armée camerounaise qui les attaque le lendemain et leur tue 118 hommes,.
Les attaques se poursuivent au Nigeria. Le 20 mai, à Jos, l'explosion d'un camion et d'un minibus piégés provoque la mort de 118 à 150 personnes,. Le 1er juin, un attentat fait au moins 40 morts dans un stade de football à Mubi. Le 3, Boko Haram massacre plusieurs centaines de villageois près de la frontière camerounaise. Le 4, une quarantaine de civils sont tués dans un nouveau massacre.
Le 9, l'armée nigériane déclare qu'environ 50 rebelles islamistes ont été tués lors d'opérations anti-terroristes les 7 et 8 juin dans les États de Borno et d'Adamawa,. Le 17, Boko Haram attaque et brûle le village de Kwarangilam, mais il se heurte à sa milice d'auto-défense qui revendique la mort de huit rebelles islamistes. Le 29, les djihadistes attaquent des églises chrétiennes dans quatre villages, tuant au moins 47 personnes.
Le 4 juillet, Damboa est de nouveau attaquée par les djihadistes mais ces derniers sont encore repoussés par les militaires après des combats qui font des dizaines de morts des deux côtés. Le 17, les islamistes reviennent à Damboa, sans rencontrer cette fois d'opposition de la part de l'armée nigériane, en tuent plus de 100 habitants.
Le 12 juillet, un chef de Boko Haram, Mohammed Zakari, est arrêté par l'armée nigériane lors d'une opération dans la forêt de Balmo, au cœur de l'État de Bauchi. Surnommé le « boucher en chef », il est accusé d'être responsable de plusieurs massacres.

### Offensives de Boko Haram dans l'État de Borno en 2014
À partir d'août 2014, Boko Haram lance une série d'offensives dans le nord-est du Nigeria. Le 6 août, il prend ville de Gwoza dans l'État de Borno et massacre 600 personnes,,. Puis le 21 août, la ville Buni Yadi dans l'État de Yobe, est prise par les djihadistes après plusieurs semaines de combats.
Le 24 août, 500 soldats nigérians fuient les villes de Kerawa et Ashigashiya, et se réfugient au Cameroun. Deux jours plus tard, Ashigashiya est prise sans résistance par Boko Haram. Les djihadistes s'emparent également de la partie camerounaise de la ville, située de l'autre côté du fleuve, après avoir mis en fuite les gendarmes et la dizaine de soldats présents,. Le 25 août, les forces de Boko Haram prennent d'assaut la ville de Gamboru Ngala. Les rebelles islamistes attaquent également Fotokol, située de l'autre côté de la frontière, face à Gamboru, mais l'armée camerounaise contient les assauts. Elle repousse également les djihadistes près de Kolofata et reprend le contrôle de la partie camerounaise d'Ashigashiya.
Le 2 septembre, Boko Haram prend d'assaut la ville de Bama et s'empare également de Banki. Le 7 septembre, l'armée nigériane affirme avoir détruit une base de Boko Haram près de Kawuri, et tué une cinquantaine d'islamistes. Le 8 septembre, Boko Haram prend Michika, dans l'État d'Adamawa, l'armée nigériane lance une offensive avec plusieurs centaines de soldats pour tenter de reprendre la ville. À la date du 12 septembre 2014, les villes de Damboa, Bama, Pulka, Ashigashia, Liman Kara, Kirawa, Gamboru Ngala, Marte, Kirenowa, Buni Yadi et Gulani, sont aux mains de Boko Haram et Maiduguri, capitale de l'État de Borno, est presque encerclée par les forces islamistes.
Le 13 septembre, l'armée nigériane affirme avoir repoussé une attaque de Boko Haram à Konduga, au sud-est de Maiduguri, et tué plus d'une centaine de djihadistes. Le 16 octobre, l'armée camerounaise repousse une attaque de Boko Haram à Amchidé et Limani. 107 combattants islamistes sont tués selon le gouvernement camerounais. Le soir du 19 octobre, l'armée nigériane tente de pénétrer à Damboa et tue 25 rebelles islamistes.
Le 8 novembre, la ville de Malam Fatori est conquise par Boko Haram après trois jours de combats, 300 soldats et plusieurs milliers d'habitants se réfugient au Niger. Le 13 novembre, les islamistes s'emparent des villes de Gombi et de Hong dans l'État d'Adamawa. Chibok, dans l'État de Borno, est également conquise le même jour,, mais l'armée et les miliciens des CJTF reprennent la ville le 16. L'armée nigériane rassemble plusieurs centaines de militaires soutenus par des chasseurs et des miliciens et reprend d'assaut les villes de Gombi et de Hong le 19 novembre, au moins 10 soldats sont tués dans les combats.

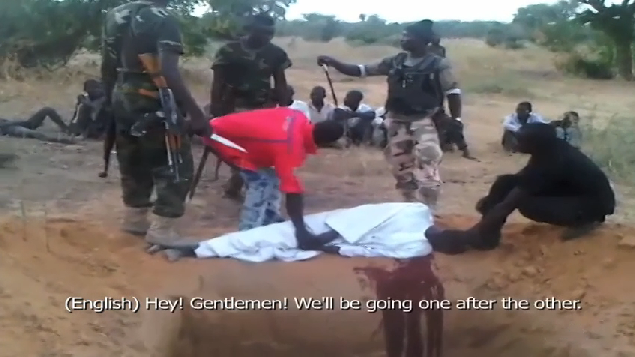
Membres de Boko Haram exécutés sommairement par égorgement par des militaires de l'armée nigériane en 2014.

Les djihadistes poursuivent également leurs exactions. Le 10 novembre, un kamikaze fait au moins 47 morts et 79 blessés à Potiskum. Le 19, les hommes de Boko Haram massacrent 45 civils dans le village d'Azaya Kura. Le 20, au moins 48 marchands de poissons sont égorgés à Dogon Fill près du lac Tchad. Le 25, deux femmes kamikazes font plus de 45 tués à Maiduguri. Le 28, des kamikazes et des hommes armés font un carnage dans la grande mosquée de Kano, l'attaque fait au moins 120 morts et 270 blessés. Le 11 décembre, un attentat à Jos fait une quarantaine de victimes.
Le 24 novembre, Boko Haram prend la ville de Damasak (en), sur la frontière avec le Niger, massacre au moins une cinquantaine d'habitants et enlève environ 500 femmes et enfants,. Le 1er décembre, les djihadistes attaquent Damaturu, mais ils sont repoussés par les forces nigérianes après des combats qui font au moins 150 morts, en majorité des civils. Le 4 décembre, une troupe de Boko Haram attaque la ville de Bajoga, elle est repoussée par les militaires mais elle se porte ensuite sur Ashaka, qui est prise.
Le même jour, l'armée camerounaise, qui a porté à 6 000 hommes ses effectifs dans le nord, repousse une attaque de Boko Haram à Amchidé, où elle revendique la mort de plus de 116 djihadistes. Elle affirme ensuite avoir démantelé un camp djihadiste le 20 décembre, capturé 45 instructeurs, tué « un nombre plus important encore » et récupéré 84 enfants âgés de 7 à 15 ans qui étaient entraînés sur place. Le 28, Boko Haram attaque simultanément cinq villes et un camp militaire sur la frontière, ses forces s'emparent du camp et du village d'Achigachia, mais l'aviation camerounaise intervient pour la première fois et oblige les assaillants à se replier.
Le 3 janvier 2015, Boko Haram prend d'assaut la base de Baga, quartier-général de la Force multinationale. Plusieurs villes et villages de environs sont pillés. Le 7, les djihadistes incendient totalement seize villes et villages des rives du Lac Tchad, dont Baga. Plus de 3 000 civils s'enfuient au Tchad et 20 000 trouvent refuge à Maiduguri. Selon Amnesty International les massacres commis par Boko Haram dans les jours qui ont suivi la prise de Baga font de plusieurs centaines à peut-être 2 000 morts
Le 12 janvier, Boko Haram attaque la base militaire de la ville de Kolofata, l'armée camerounaise repousse l'offensive. Le 18, les djihadistes attaquent et ravagent les villages Maki et Maba, près de Mokolo au Cameroun, au moins trois personnes sont tuées et 80 civils sont enlevés. L'armée camerounaise parvient cependant à libérer rapidement 24 otages,.
À la suite de ses défaites militaires, le Nigeria fait appel vers le début de 2015, à environ 200 ou 400 mercenaires sud-africains qui seraient liés aux anciens dirigeants d'Executive Outcomes,.
Le bilan de l'année 2014 est le plus désastreux pour le gouvernement nigérian qui a perdu le contrôle de la plus grande partie de l'État de Borno. Les soldats sont démoralisés et l'armée nigériane a dû réprimer plusieurs mutineries. Ainsi, le 14 mai 2014, des hommes du 101e bataillon ont ouvert le feu sur un convoi dans lequel se trouvait le général Amadou Mohammed, commandant de la 7e division. Le 16 septembre, douze soldats impliqués dans cet incident sont condamnés à mort à Abuja, un autre accusé est condamné à 28 jours de travaux forcés et cinq autres sont acquittés. Le 17 décembre, 54 autres militaires mutins sont condamnés à mort pour avoir refusé de partir au combat contre les islamistes au motif qu'ils s'estimaient sous-équipés. Cinq hommes seulement sont acquittés. De janvier à mars 2015, 66 soldats seront condamnés à mort, mais tous verront leurs peines commuées à 10 ans d'emprisonnement[réf. à confirmer].
De plus, les relations entre le Nigeria et les États-Unis sont devenues de plus en plus tendues. Les Nigérians reprochent aux Américains ne pas leur avoir fourni une aide suffisante et d'avoir refusé de leur livrer des armes. De leur côté les Américains se plaignent de la corruption et des exactions de l'armée nigériane. Le 2 décembre 2014, Abuja met fin à la mission de formation militaire américaine d'un bataillon de l'armée nigériane. Elle s'arrête avant l'achèvement de la troisième session, les deux premières s'étant terminées en avril et août.

### Interventions tchadiennes et nigériennes en 2015

En noir, expansion maximale de Boko Haram au Nigeria
Territoires contrôlés par Boko Haram en février 2015
Territoires contrôlés par Boko Haram en avril 2015

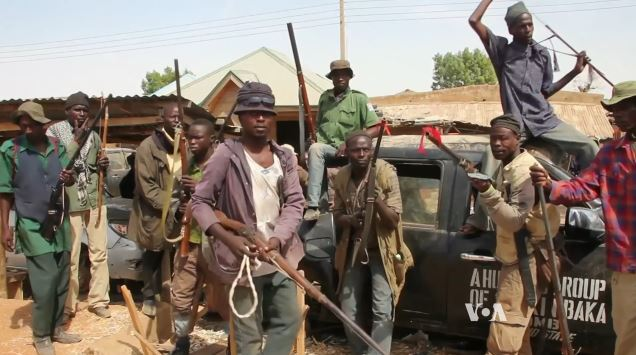
Volontaires des milices d'autodéfense à Gombi en février 2015.

Le 14 janvier 2015, à Ndjamena, le ministre camerounais de la Défense Edgar Alain Mébé Ngo'o rencontre le président tchadien Idriss Déby. Le gouvernement tchadien se déclare alors disposé à apporter un soutien actif au Cameroun,. Le lendemain, le président camerounais Paul Biya annonce que le Tchad va déployer des troupes dans son pays pour l'aider à combattre Boko Haram. L'armée tchadienne, réputée être la meilleure de la région, entre au Cameroun le 17 janvier, et le 28 une partie de ses forces se déploie à Fotokol au sud du Lac Tchad,. Pour le Tchad, l'objectif est de sécuriser des voies économiques vitales, notamment près du Lac Tchad et surtout au nord du Cameroun avec l'axe N'Djamena-Kousséri-Maroua, qui relie la capitale tchadienne au port de Douala, principal débouché maritime du pays. Contrairement au Cameroun, le Tchad et le Niger bénéficient d'un « droit de poursuite » sur le territoire nigérian, en tant que membres de la Multinational Joint Task Force (MNJTF).
Pour organiser la contre-offensive, une cellule de coordination et de liaison (CCL) est également créée à l'initiative de la France en décembre 2014,. Basée au camp Kosseï, à N'Djaména, à quelques mètres du poste de commandement de l'Opération Barkhane, cette structure de coordination et d'échange de renseignement regroupe le Nigeria, le Tchad, le Niger, le Cameroun, ainsi qu'une dizaine d'officiers Américains, Français et Britanniques,.
Le 20 janvier 2015, treize représentants d'états africains et non-africains se réunissent à Niamey au Niger afin de mettre en œuvre une stratégie commune contre Boko Haram. L'Union africaine approuve le projet de la mise en place d'une force mixte multinationale. Du 5 au 8 février, une réunion d'experts des pays membres de la Commission du Bassin du Lac Tchad, du Bénin et de l'Union africaine a lieu à Yaoundé, au Cameroun, afin de former une force mixte multinationale de 7 500 hommes, ensuite portée à 8 700 hommes,. Abubakar Shekau répond dans une vidéo le 9 février où il nargue les forces africaines « Vous envoyez 7 000 soldats ? Seulement 7 000, par Allah c'est peu ! Nous allons les capturer un à un. [...] Votre alliance ne mènera à rien. Rassemblez toutes vos armes et affrontez-nous : vous êtes les bienvenus ».
Le 25 janvier, Boko Haram attaque simultanément Maiduguri et Monguno, les djihadistes sont repoussés dans la première ville mais s'emparent de la seconde. Le 1er février, ils attaquent à nouveau Maiduguri mais sont une nouvelle fois repoussés.
Le 29 et le 30 janvier, les djihadistes attaquent Bodo, près de Fotokol sur la frontière camerounaise, mais ils se heurtent pour la première fois à l'armée tchadienne. Les forces de Boko Haram sont repoussées et laissent 123 morts selon les Tchadiens. Le même jour, ces derniers bombardent Malam Fatori et le 31 ils frappent Gamboru Ngala. Les bombardements durent trois jours, puis le 3 février les soldats tchadiens entrent au Nigeria et s'emparent de la ville de Gamboru Ngala,,. Cependant le 4, Boko Haram contre-attaque, coutourne les lignes tchado-camerounaises et assaille Fotokol. Les djihadistes massacrent 81 à 400 civils, avant d'être finalement repoussés hors de la ville par les militaires après plusieurs heures de combats,,.

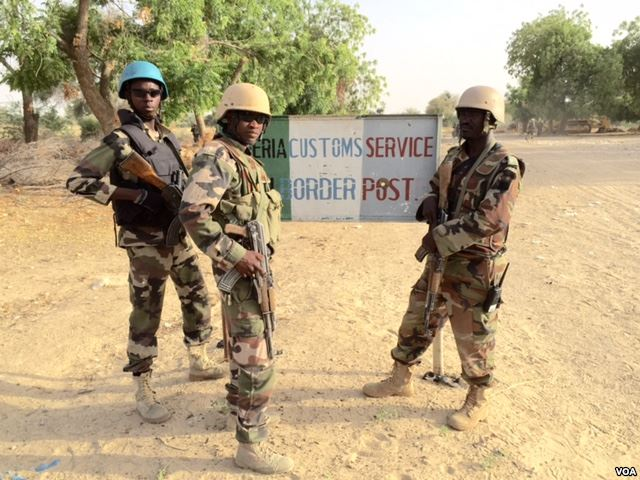
Militaires nigériens à un poste frontière près de Diffa, en mars 2015.

Pendant que des combats meurtriers au lieu au sud du Lac Tchad, d'autres forces se déploient à l'ouest, sur la frontière nigérienne. 4 000 soldats nigériens gardent la frontière tandis que 2 500 Tchadiens se positionnent à Bosso, faisant face à la ville nigériane de Malam Fatori, tenue par les djihadistes,. Les Français, engagés dans l'opération Barkhane, mettent également en place un détachement de liaison militaire à Diffa, et fournissent les forces africaines en carburant et en munitions,. Pourtant le 6 février, ce sont les djihadistes qui prennent l'initiative de l'attaque en franchissant la rivière Komadougou et en engageant le combat pour la première fois avec l'armée nigérienne. Après quelques heures de combat l'offensive des djihadistes est finalement repoussée mais le général du contingent tchadien est blessé,,.
Le 9 février, le Parlement nigérien adopte un texte permettant aux forces armées nigériennes d'entrer au Nigeria pour affronter les forces de Boko Haram. Le même jour, Boko Haram active des cellules dormantes au Niger et lance plusieurs attaques sur Diffa ; des obus sont tirés sur la ville, une kamikaze se fait exploser au poste de douane, faisant cinq morts et seize blessés, tandis que des combattants armés assaillent la prison et tentent sans succès de détruire le pont de Doutchi qui doit permettre aux forces nigériennes de franchir la frontière,,,,,. Environ 5 000 soldats nigériens et tchadiens se concentrent alors dans les environs de Diffa, tandis qu'en face les forces de Boko Haram sont estimées de 500 à 700 hommes.
Boko Haram poursuit cependant ses offensives sur tous les fronts. Le 13 février, le mouvement lance sa première attaque sur le sol tchadien en brûlant le village de Ngouboua, sur le Lac Tchad. Le matin du 14 février, il s'empare de la ville de Gombe, capitale de l'État du même nom, sans rencontrer de résistance, puis il se retire dans l'après-midi. Le 16, ses troupes affrontent l'armée camerounaise dans la zone du Parc national de Waza. Le 17, elles brûlent la ville d'Askira Uba. Cependant les djihadistes subissent également des revers. Le 16 février, l'armée nigériane reprend Monguno et le même jour l'attaque de Waza est repoussée par les Camerounais qui tuent 86 assaillants,. Le lendemain Boko Haram perd plus d'une centaine d'hommes lors d'un combat contre les Tchadiens près de Dikwa. Le 21 février, l'armée nigériane prétend avoir repris Baga après de violents combats,,, mais cette annonce est démentie par Boko Haram.
Le 17 février, la localité nigérienne d'Adabam, située près de la frontière avec le Nigeria, est inexplicablement bombardée, probablement par l'aviation nigériane. La frappe tue 36 civils,,. Le soir du 20 février, Boko Haram lance une attaque sur l'île de Karamga, sur le Lac Tchad mais les militaires nigériens repoussent l'incursion. Le 24 février, les djihadistes lancent une nouvelle attaque contre Gamboru Ngala, mais ils sont surpris en chemin par les Tchadiens et poursuivis jusqu'au village de Wurgé par les soldats qui leur tuent au moins 207 hommes. Le 2 mars, les Tchadiens prennent d'assaut la ville de Dikwa et le même jour l'armée nigériane repousse une attaque à Konduga. Cependant le 3 mars, les djihadistes attaquent le village de Najba et massacrent 68 personnes. Puis le 7, un attentat à Maiduguri fait au moins 58 morts.

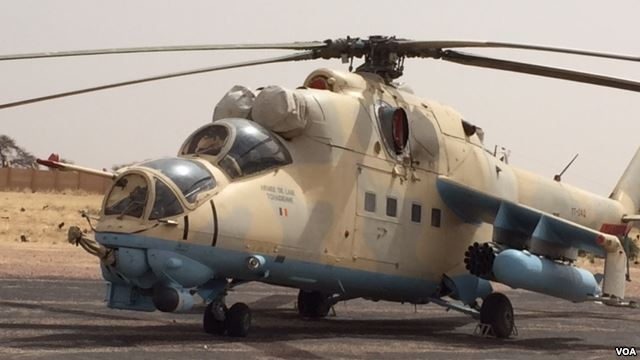
Hélicoptères Mi-24 de l'armée tchadienne à l'aéroport de Zinder en mars 2015.

Le 7 mars 2015, Boko Haram annonce prêter allégeance à l'État islamique, mais les djihadistes continuent de perdre du terrain. Le lendemain, les Tchadiens et les Nigériens franchissent le pont de Doutchi, près de Diffa, et lancent une offensive au Nigeria. Le 9 mars, ils attaquent Damasak et s'en emparent huit jours plus tard. Le 11 mars, le gouvernement nigérian annonce que quatre localités ont été reprises les cinq derniers jours, dont la ville de Buni Yadi. Soutenus par des mercenaires sud-africains, les Nigérians avancent également à l'est de Maiduguri, le 12 mars ils affirment avoir repris Bama, puis Madagali le 13,,,,. Cependant les déclarations du gouvernement nigérian sont douteuses, ainsi le 19 mars les armées nigériennes et tchadiennes annoncent leur intention de lancer une offensive sur Malam Fatori, une ville que le Nigeria prétend avoir reprise. De même à Bama, les habitants démentent les affirmations du gouvernement nigérian, selon eux la ville est incendiée et sa population chassée le 14 mars par les hommes de Boko Haram. Les djihadistes abandonnent ensuite la ville, détruite à 85 %, mais avant de s'enfuir ils massacrent leurs femmes afin que celles-ci restent « pures » et puissent pas se remarier avec des « infidèles »,.
Le 12 mars, à la demande du Nigeria, l'armée tchadienne se retire de Dikwa et Gamboru Ngala et regagne le Cameroun. L'armée nigériane prend la relève à Dikwa mais la ville de Gamboru est abandonnée et le 18 mars, les djihadistes de Boko Haram la réoccupent,. Le 25 mars, 1 500 Tchadiens se déploient à Mora, au Cameroun, face à Banki au Nigeria,.

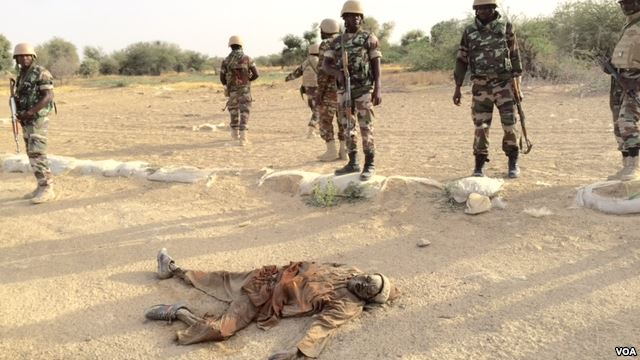
Des militaires nigériens près du cadavre d'un combattant de Boko Haram près de Diffa en mars 2015.

De son côté, l'armée nigériane lance le 24 mars une offensive sur la ville de Gwoza, « capitale » de Boko Haram. Les localités de Limankara et de Pulka sont rapidement prises, et le 27 mars l'armée nigériane affirme avoir repris Gwoza. Comme à Bama, les djihadistes massacrent leurs femmes avant de s'enfuir, sur un ordre qui aurait pu avoir été donné par Abubakar Shekau lui-même le 15 mars.
Retardée d'un mois à cause du conflit, l'élection présidentielle nigériane de 2015 se tient les 28 et 29 mars. La cote de popularité de Goodluck Jonathan a chuté après l'enlèvement des lycéennes de Chibok qui a mis en exergue son échec face à l'insurrection islamiste; et c'est son adversaire, Muhammadu Buhari, qui est élu président du Nigeria à l'issue du scrutin. Ce dernier, ancien militaire et ayant autrefois gouverné l'État du Borno, annonce alors faire de Boko Haram une de ses priorités et promet d'« éradiquer » le mouvement,.
Après avoir pris Damasak, les Tchadiens et les Nigériens poursuivent leur offensive à l'ouest du lac Tchad. Le 19, deux hélicoptères tchadiens ouvrent le feu sur les positions des djihadistes à Djaboullam, près de Diffa, et leur infligent des pertes sérieuses, le 26 les Nigériens prennent Gachagar,,, le 29 Talagam est prise d'assaut par les Tchadiens. Les djihadistes tentent alors une nouvelle attaque à Bosso le 30, mais sans succès et le 31 les Tchadiens et les Nigériens s'emparent de Malam Fatori. Boko Haram attaque le lendemain près de cette ville mais il échoue à la reprendre. Selon les états-majors tchadiens et nigériens près de 300 djihadistes sont tués dans ces combats.

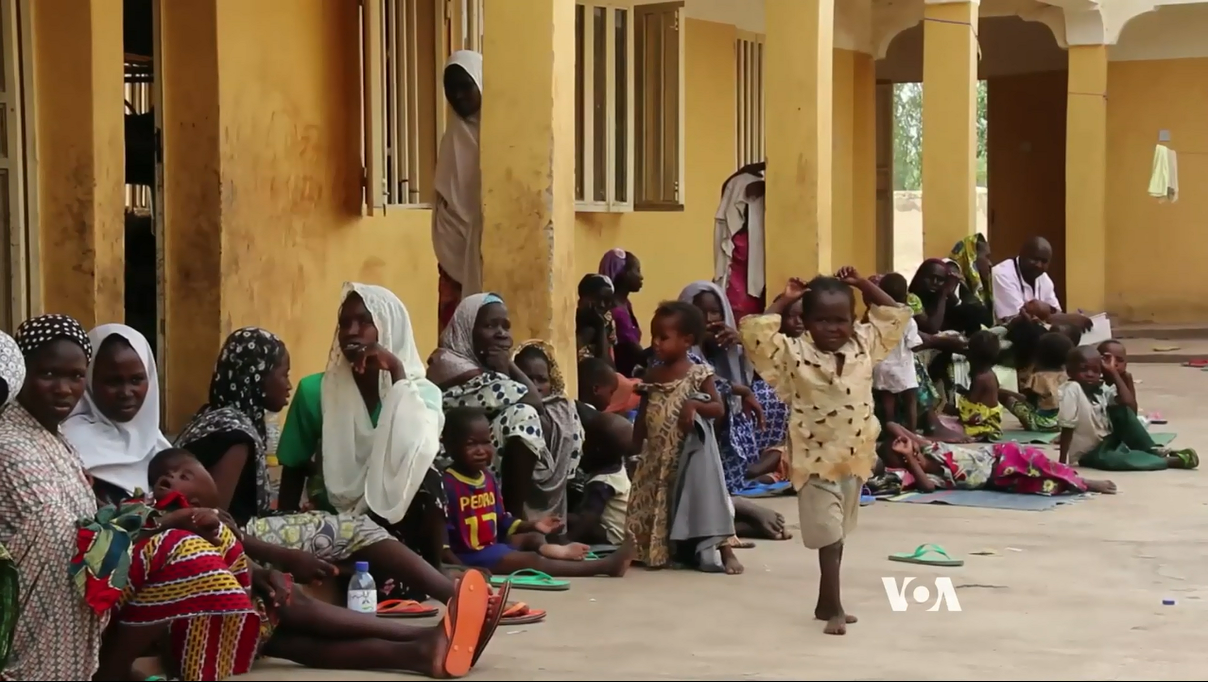
Femmes et enfants otages de Boko Haram, quelques jours après avoir été délivrés par l'armée nigériane dans la forêt de Sambisa, c. 6 mai 2015.

Le 22 avril, l'armée nigériane concentre des troupes près de la forêt de Sambisa, dernier sanctuaire de Boko Haram. Elle tente une incursion mais recule rapidement à cause des nombreuses mines placées par les djihadistes,,. Puis, la nuit du 24 au 25 avril, 2 000 djihadistes fondent sur Marte, au sud du lac Tchad, et s'emparent de la ville après avoir mis en fuite la garnison de l'armée nigériane. Le 26, des centaines de djihadistes débarquent sur l'île de Karamga, située sur le lac Tchad, et écrasent la faible garnison de l'armée nigérienne, environ 100 soldats sont tués ou portés disparus,. Dans les jours qui suivent le Niger organise l'évacuation des 27 000 civils qui forment la population des 74 îles et 116 villages situés sur son territoire dans le lac Tchad,,. De son côté l'armée nigériane lance une nouvelle incursion dans la forêt de Sambisa, le soir du 28 avril elle affirme avoir détruit trois camps de Boko Haram et libéré 200 filles et 93 femmes. Puis le 29 avril, elle annonce avoir pris treize camps islamistes et libéré 160 femmes et enfants de plus, qui étaient retenus dans des conditions « très sévères et inhumaines ». Le 1er mai, 234 femmes et enfants sont encore délivrés,,,. Le 10 mai, l'armée nigériane reprend Michika.
Après plusieurs mois d'interventions militaires tchadiennes et nigériennes et de contre-offensives nigérianes, Boko Haram est lourdement affaibli et a perdu l'essentiel de ses conquêtes de 2014. Le groupe subsiste cependant dans la forêt de Sambisa, dans les monts Mandara, à la frontière camerounaise, et dans les îles du lac Tchad.

### Retour de Boko Haram à la guérilla

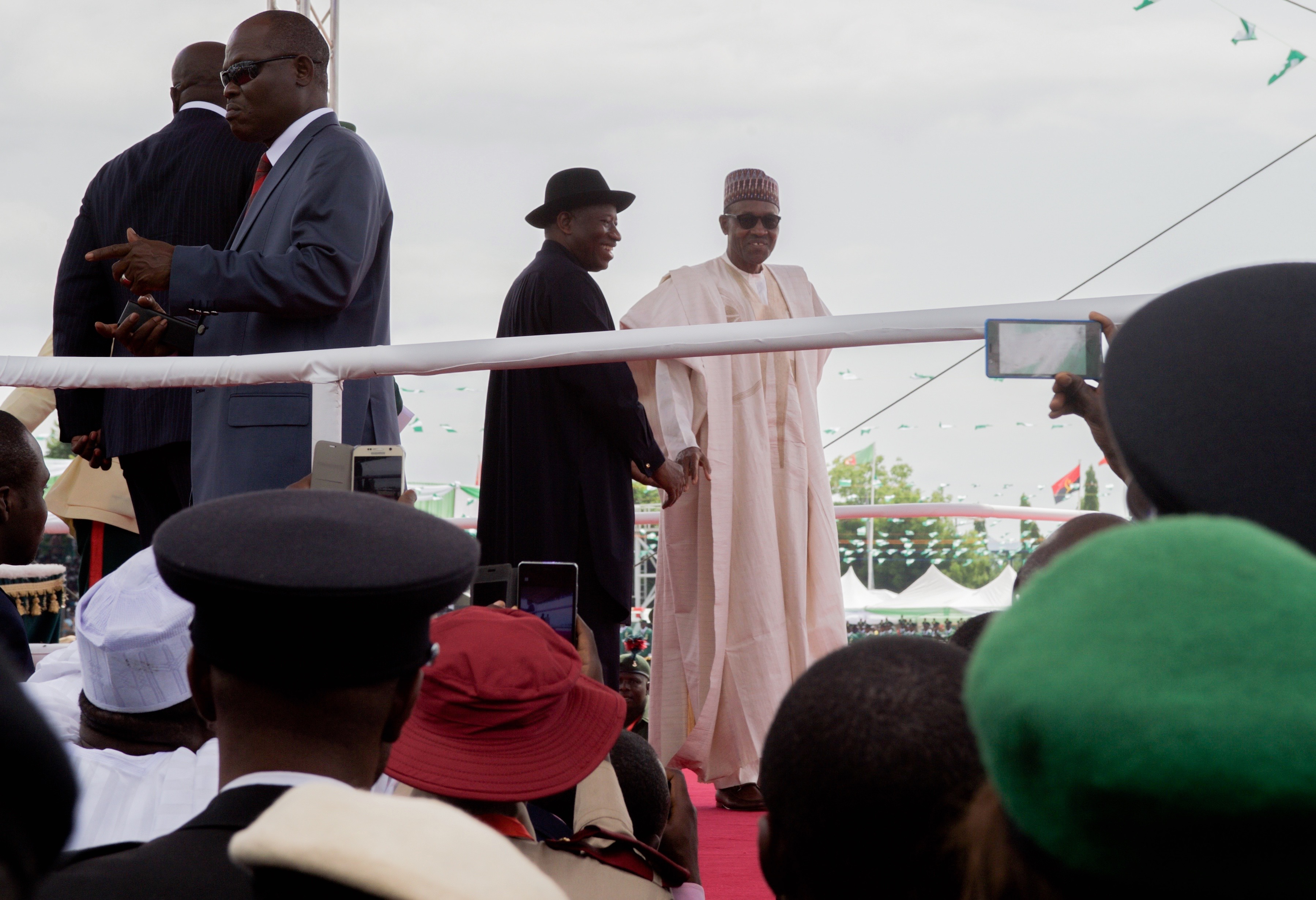
Goodluck Jonathan et Muhammadu Buhari, le jour de la cérémonie d'investiture du nouveau président nigérian, le 29 mai 2015, à Abuja.

Repoussé dans quelques sanctuaires, Boko Haram, devenu officiellement la « Province d'Afrique de l'Ouest » de l'État islamique, retourne à la guérilla et poursuit sa campagne de terreur,. Ses combattants se réfugient principalement dans la région du lac Tchad et dans la forêt de Sambisa,. Le 15 juin, N'Djaména, la capitale tchadienne, est pour la première fois la cible d'attaques kamikazes qui font 35 morts et 101 blessés,. Le 18, Boko Haram commet son plus lourd massacre au Niger en assassinant 38 civils dans les villages de Lamana et Ngoumao. Du 1er au 3 juillet, une vague d'attaques est lancée sur plusieurs villages de l'État de Borno, environ 200 à 300 personnes sont massacrées, dont 97 dans le seul village de Kukawa,,. Des attentats font 51 morts à Jos le 5 juillet et 86 tués à Gombe dans deux attaques les 16 et 22 juillet,.
Le 13 juillet, alors que les attaques de l'État islamique ont fait près de 600 morts dans le pays depuis le début de son investiture, le président Muhammadu Buhari limoge les généraux Alex Badeh (en), Kenneth Minimah (en), Adesola Amosu (en) et Usman Jibrin (en), respectivement chef d'état-major des armées et chefs de l'armée de terre, de l'air et de la marine. Ils sont remplacés par les généraux Abayomi Gabriel Olonishakin (en), Tukur Yusuf Buratai, Sadique Abubakar (en) et Ibok-Ete Ekwe (en). De plus, Monday Riku Morgan (en) est nommé chef des services de renseignement de l'armée et Babagana Monguno (en) remplace Sambo Dasuk (en) comme conseiller national à la sécurité,. Au cours de son mandat, Buhari renforce l'armée de l'air, promeut des officiers du Nord-Est, renforce la coopération bilatérale entre États, notamment avec le Cameroun, et dynamise la Force multinationale mixte.
Le 14 juillet, les villes de Damasak et Malam Fatori sont reprises par les djihadistes qui ne rencontrent aucune résistance. Quelques semaines plut tôt, l'armée tchadienne s'était retirée sur le Niger sans être relevée par l'armée nigériane. Le 17, une attaque est menée par l'EI contre un poste tchadien au village de Koumguia. Le même jour, l'armée nigérienne repousse une incursion sur son territoire et poursuit les djihadistes au Nigeria, où ces derniers laissent 31 morts dans deux accrochages entre Damasak et Malam Fatori. À la suite de ces attaques, les Tchadiens lancent à la mi-juillet une vaste offensive contre l'État islamique dans les îles du Lac Tchad et font évacuer toute la population des villages insulaires, comme les Nigériens l'avaient fait quelques mois plus tôt. Fin juillet, l'armée tchadienne affirme que plus de 117 djihadistes ont été tués en deux semaines de combats. Cependant des attaques se poursuivent : le 6 octobre, 11 soldats tchadiens et 17 djihadistes sont tués dans un combat à Lithie et le 1er novembre, les militaires tuent 16 assaillants à Kaiga Kinguirya.
De son côté, le 26 juillet l'armée nigériane reprend la ville de Dikwa, tue 20 djihadistes et libère 30 otages, dont 21 enfants et 7 femmes,. Le 30, elle affirme avoir délivré encore 71 femmes et filles après des opérations dans des villages de l'État de Borno. Puis le 2 août, elle annonce à nouveau la libération de 178 personnes, dont 101 enfants, 67 femmes et 10 hommes, après une opération du côté d'Aulari, près de Bama.
Le 13 août, l'État islamique attaque le village de Kukuwa-Gari, dans l'État de Yobe, et massacre 50 à 160 villageois. Les 28 et 29, des djihadistes à cheval tuent 79 civils dans les villages de Baanu, Hambagda et Karnuwa.
Le 22 août, le général Tukur Buratai, commandant en chef de l'armée de terre, échappe à une embuscade à Faljari, à 45 kilomètres de Maiduguri, 10 insurgés sont tués, cinq capturés, tandis que les militaires ont un mort et cinq blessés.
Le 1er septembre, l'armée nigériane reprend le contrôle de la ville de Gamboru Ngala,. Le 18, elle annonce avoir libéré 23 hommes, 33 femmes et 34 enfants dans les villages de Dissa et Balazala, près de Gwoza. Puis encore 241 femmes et enfants à Banki le 23. Le 24 septembre, Banki est reprise par les forces nigérianes, 200 combattants de l'EI se rendent,. Entretemps, le 20 septembre Maiduguri connait son attentat le plus meurtrier depuis le début du conflit, l'explosion de quatre bombes cause la mort d'au moins 117 personnes.
Le 14 octobre, le président Barack Obama annonce le déploiement de 300 militaires américains au Cameroun dans le cadre de la participation des États-Unis à la lutte contre Boko Haram. Pourtant, le 22 octobre, les djihadistes s'emparent de Kerawa, au Cameroun, tuent quelques habitants, puis se retirent le lendemain sans opposer de résistance devant l'avancée des forces camerounaises,,,.
De son côté l'armée nigériane mène un raid le 27 octobre dans les localités de Bulajilin et Manawashe, en bordure de la forêt de Sambisa, tue 30 djihadistes et libère 338 personnes, dont 8 hommes, 138 femmes et 192 enfants, qui étaient retenues en captivité,. Le 18 février 2016, elle affirme avoir encore libéré 195 otages au cours d'une offensive dans plusieurs villages.
Le 7 novembre 2015, le Tchad retire ses troupes du Cameroun, puis le 11 décembre, les 2 000 derniers soldats du corps expéditionnaire tchadien déployé au Nigeria en février 2015 regagnent N'Djamena, laissant la relève aux troupes engagées dans la force régionale africaine.
Les opérations se poursuivent cependant au Cameroun ; du 26 au 28 novembre 500 soldats camerounais mènent une offensive dans cinq villages de l'extrême nord, une centaine de djihadistes sont tués selon le ministère de la Défense,. 17 djihadistes sont tués à Ashigashia la nuit du 24 au 25 janvier 2016. Du 11 au 15 février 2016, l'armée camerounaise mène ensuite un raid au Nigeria, à Ngoshe, et revendique la mort de 162 djihadistes en cinq jours de combats. Le 24 février, les armées nigérianes et camerounaises reprennent la ville de Kumché. Le 24 mars, l'armée nigériane affirme avoir « nettoyé » la zone de Kala Balge, tué 22 djihadistes et libéré 829 otages. Le 30 mars, six soldats nigériens sont tués et trois autres blessés dans une embuscade près de Diffa. Le 3 avril, le chef d'Ansaru, Khalid al-Barnawi, est arrêté à Lokoja, dans l'État de Kogi. La nuit du 10 au 11 mai, l'armée camerounaise détruit trois camps de Boko Haram et tue 58 djihadistes à Madawaya. Le 19 mai, l'armée nigériane affirme avoir encore délivré 97 femmes et enfants dans la forêt de Sambisa.

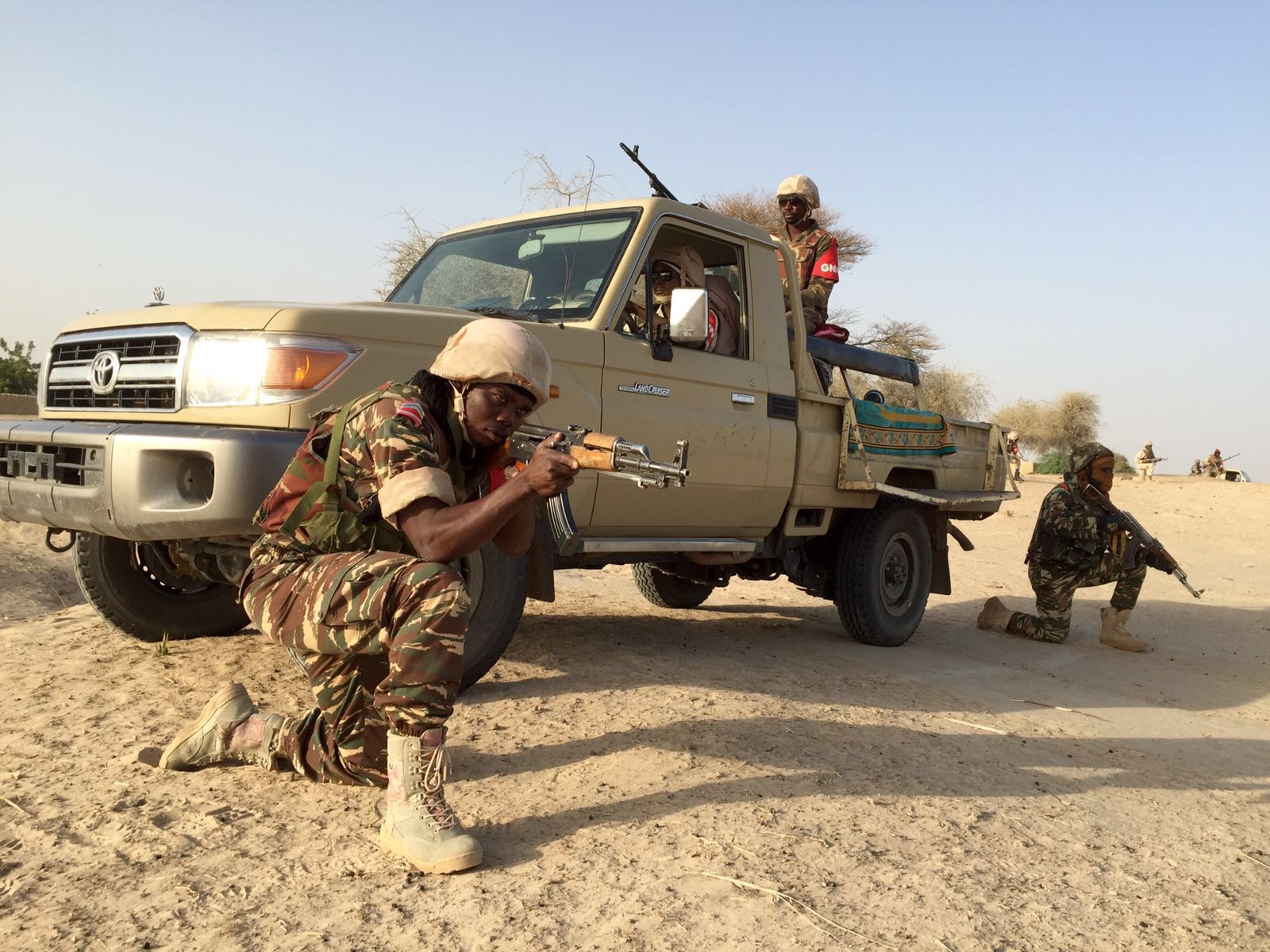
Des soldats nigériens dans le village de Zenam Kelouri, le 29 février 2016.

Pourtant, au printemps 2016, Boko Haram enregistre à nouveau des succès militaires. Le 18 avril, des troupes de l'armée nigériane sont mises en déroute à Kareto, au sud de Damasak. Puis le 3 juin, au Niger, la ville de Bosso est attaquée et prise deux jours plus tard par les djihadistes,. En réaction, le Tchad fait entrer 2 000 soldats au Niger le 7 juin.
Mi-juin, la Force d’intervention conjointe multinationale (MNJTF) lance une vaste opération dans le Lac Tchad.
Le 26 juin, l'armée nigériane affirme que pas moins de 5 000 otages ont été libérés lors d'une opération près de Mafa, à une quarantaine de kilomètres à l'est de Maiduguri. Le 8 juillet, un combat a lieu dans la ville de Rann attaquée par des djihadistes à motos. Deux militaires nigérians, 16 hommes de Boko Haram et sept civils sont tués.
Au début de juillet, les forces alliées de la Force d'intervention conjointe multinationale (MNJTF) — alors fortes de 10 000 hommes commandés par le général nigérian Lamidi Adeosun — passent à l'offensive à l'ouest du Lac Tchad, dans la zone frontalière entre le Nigeria et le Niger. Le 25 juillet, une colonne de 2 500 soldats nigériens sort de Diffa, franchit la frontière, et reprend le contrôle de la ville de Damasak le 28 juillet, sans rencontrer de grande résistance,,. Les armées nigérianes et nigériennes poursuivent les opérations dans la région et reprennent également Abadan et Gachagar. Le 15 août, l'armée nigériane affirme avoir tué 16 rebelles islamistes, contre 12 blessés dans ses rangs lors d'affrontements à Kangarwa, aux bords du lac Tchad. Du 12 au 14 septembre, des combats ont lieu dans la région de Toumour, au Niger, cinq soldats et 68 djihadistes sont tués,. Le 22 septembre, quinze djihadistes et deux soldats nigérians sont tués dans un combat dans le village d'Abadam, selon l'armée nigériane. La nuit du 24 au 25 septembre, des djihadistes attaquent une position de l'armée tchadienne à Djoroye, près de Kaïga, ils laissent au moins sept morts contre quatre tués et six blessés du côté des militaires,. Le 25, un poste de l'armée nigériane est encore attaqué, mais les militaires affirment avoir repoussé et tué 22 assaillants. Le 29 septembre, après plusieurs jours de combats, les Tchadiens et le Nigériens reprennent la ville de Malam Fatori,. Selon l'armée nigérienne, au total 14 militaires et 123 djihadistes ont été tués dans l'ensemble de ces combats.

### Scission de l'État islamique en Afrique de l'Ouest en 2016
Dans les mois qui suivent son allégeance à l'État islamique, le chef de Boko Haram Abubakar Shekau n'apparaît plus dans les vidéos de propagande djihadistes. Progressivement, il est écarté par l'EI en raison de son extrémisme. Selon les déclarations en juin 2016 du général Thomas Waldhauser (en), chef des forces américaines en Afrique, la moitié des membres de Boko Haram auraient fait scission et n'obéiraient plus à Abubakar Shekau. Ils reprocheraient à ce dernier de ne pas suivre les consignes l'État islamique, notamment d'être resté sourd aux exigences de l'EI de mettre fin aux attentats-suicides commis par des enfants. Pour le journaliste Wassim Nasr, contrairement au commandement de l'EI, Shekau estime que les musulmans qui vivent sans se révolter dans des « territoires de mécréants », deviennent eux-mêmes des mécréants et donc des cibles, et prend pour exemple la population de Maiduguri. De plus pendant une prière de la fête de l'Aïd, Shekau fait assassiner deux commandants militaires et un chef religieux de l'État islamique.
Le 2 août 2016, l'État islamique présente Abou Mosab al-Barnaoui, comme le Wali et chef de ses forces en Afrique de l'Ouest. Shekau répond le 3 août dans un communiqué audio dans lequel il refuse sa destitution. S'il reconnaît toujours Abou Bakr al-Baghdadi comme le « calife des musulmans », il critique Abou Mosab al-Barnaoui qu'il qualifie de « déviant » et affirme qu'il a été « trompé » et qu'il ne veut plus « suivre aveuglément » certains émissaires de l'EI : « Par ce message, nous voulons affirmer que nous n'accepterons plus aucun émissaire, sauf ceux vraiment engagés dans la cause d'Allah »,. Selon Romain Caillet, l'État islamique en Afrique de l'Ouest s'est divisé en deux tendances : « Une tendance qui se rallie derrière Abubakar Shekau, qui est la plus dure et une tendance qui va paradoxalement être un peu moins radicale, un peu moins extrémiste et qui est justement cette tendance qui s’est ralliée à l’Etat islamique. C’est-à-dire que contrairement à tout ce qu’on pouvait dire, finalement les partisans de Shekau sont les partisans de la ligne ultra radicale absolue »,.
Le 7 août, Abubakar Shekau apparaît avec plusieurs de ses combattants dans une vidéo dans laquelle ils dénoncent le « dogme déviant » d'Abou Mosab al-Barnaoui mais affirment qu'ils ne le combattront pas. Shekau se présente comme le chef du « Groupe sunnite pour la prédication et le djihad », ancien nom de Boko Haram, et affirme qu'il continue la lutte contre les « mécréants » en menaçant les Nations unies, les États-Unis, la France et l'Allemagne. Il déclare faire « du combat contre le Nigeria et le monde entier une responsabilité personnelle »,,,,,.
Rapidement, des combats éclatent entre l'État islamique et le Groupe sunnite pour la prédication et le djihad. Les premiers affrontements auraient débuté à la mi-août dans le secteur d'Abadam, près de la frontière avec le Niger. Le 31 août et le 1er septembre, l'État islamique attaque les hommes de Shekau dans les villages de Zuwa, Yele et Arafa, près de Monguno. Ces premiers combats tournent à l'avantage des partisans de Barnaoui,. La faction de Shekau conserve comme fief la forêt de Sambisa,, tandis que la faction de Barnaoui s'implante au nord-est de Maiduguri et dans la région du lac Tchad,,,. La plupart des combattants de l'EI en Afrique de l'Ouest prennent le parti d'al-Barnaoui,.
Sous la direction de Barnaoui, l'État islamique en Afrique de l'Ouest change alors de tactique : il cesse les massacres et les attentats aveugles dans les villages et les villes, cherche à se concilier les populations et mène surtout des attaques contre des cibles militaires,,. La faction de Shekau continue cependant à recourir largement aux attentats-suicides, en utilisant le plus souvent des femmes et des enfants kamikazes,.

### Continuation du conflit de 2016 à 2018

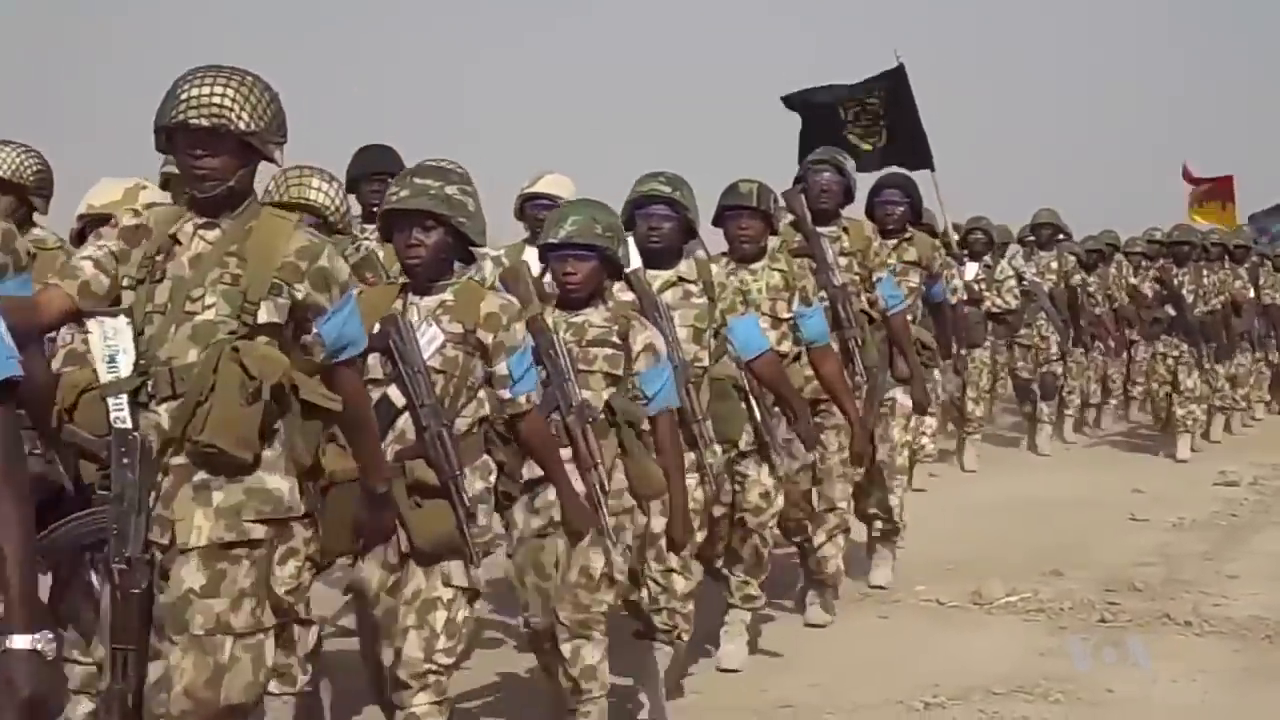
Militaires de l'armée nigériane lors d'un exercice à Maiduguri en mars 2017.

Au début d'octobre, l'armée nigériane lance une opération baptisée « Forest Storm » (tempête forestière), dans la forêt de Sambisa.
Le 16 octobre 2016, l'État islamique tue 16 à 20 soldats nigériens et nigérians dans une attaque dans le village d'Asaka, à 15 km de Ghashghar dans le nord-est du Nigéria. Selon un chef local, les islamistes emportent avec eux six véhicules militaires et des armes,. Le 30 octobre, cinq soldats, trois miliciens d'autodéfense et un civil sont tués et 19 soldats et un civil blessés dans une embuscade de l'EI dans l'État de Borno. Les 4 et 5 novembre, 14 djihadistes et cinq soldats sont tués dans une attaque de l'EI à Malam Fatori. Le 21 novembre, six militaires et un milicien camerounais sont tués dans une attaque sur l'île de Darak, sur le lac Tchad.
L'armée nigériane poursuit également ses opérations dans la forêt de Sambisa, elle revendique la libération de 1 880 civils entre le 14 et le 21 décembre et affirme que 564 djihadistes ont été faits prisonniers et que 19 autres se sont rendus. Elle affirme ensuite avoir pris le 23 décembre le Camp Zéro, la « dernière enclave » de Boko Haram dans la forêt de Sambisa,. Cependant, Boko Haram dément avoir été chassé de Sambisa.
De son côté l'armée camerounaise lance une opération le 19 décembre au Nigeria dans les environs de Ngoshe. Le 12 janvier 2017, elle revendique une centaine de morts et une trentaine de prisonniers du côté des djihadistes contre trois morts dans ses rangs et la libération de plusieurs centaines d'otages.
La nuit du 7 au 8 janvier, au moins cinq soldats nigérians sont tués dans une attaque djihadiste à Buni Yadi. Le 18 janvier, l'aviation nigériane bombarde par erreur le camp de déplacés de Rann, où s'entassent 43 000 réfugiés, 112 personnes sont tuées et 97 blessées,. Le 22 janvier, le général de brigade camerounais Jacob Kodji, coordinateur des opérations militaires au nord du Cameroun, est tué dans un accident d'hélicoptère dans le parc national de Waza. Le 10 février, sept ou huit soldats nigérians sont tués dans une embuscade au village d'Ajirin, près de Dikwa,. Le 22 février, sept soldats nigérians et trois djihadistes meurent dans une attaque de l'EI contre un poste militaire à Gajiram, une ville située à 80 km au nord de Maiduguri. Du 27 février au 7 mars, l'armée camerounaise mène au Nigeria, aux abords du département de Mayo-Sava, une opération baptisée « Thunder 2 », elle déclare avoir libéré 5 000 personnes — en majorité des femmes et des enfants — tué environ 60 djihadistes et fait 21 prisonniers, contre seulement un blessé dans ses rangs. Un bilan qu'Abubakar Shekau qualifie de « mensonge » dans une vidéo publiée quelques jours plus tard. Le 15 mars, les hommes de Boko Haram attaquent et pillent la ville de Magumeri, jusqu'alors plutôt épargnée, sans rencontrer de forte résistance de la part des militaires et des policiers nigérians,. Le 31 mars, un soldat et trois djihadistes sont tués dans une embuscade de Boko Haram contre une patrouille de soldats nigériens et tchadiens au Niger, dans la région du lac Tchad. Le 7 avril, une patrouille de l'armée tombe dans une embuscade à Mafa, cinq soldats sont tués et deux blessés.

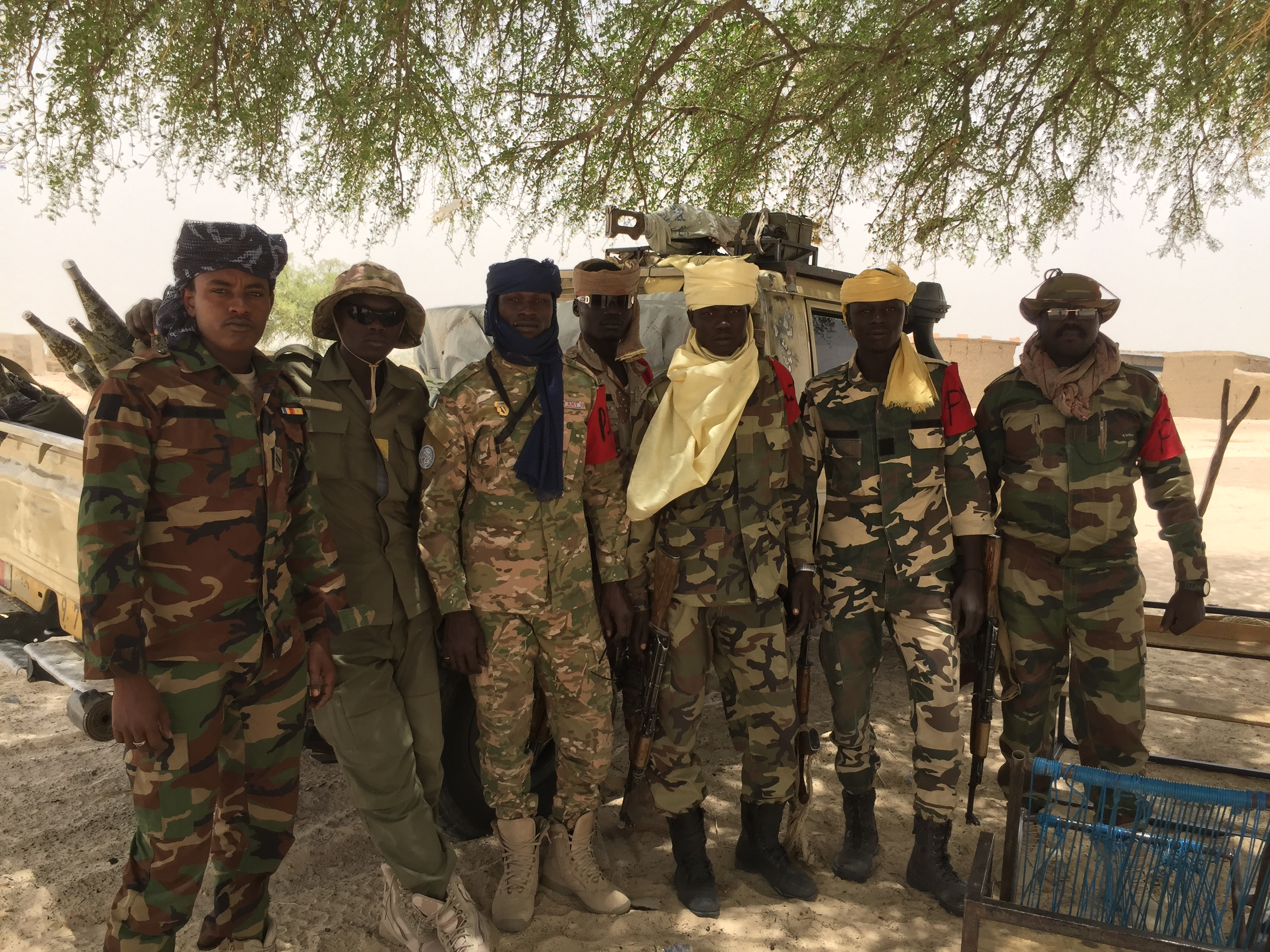
Militaires de l'armée tchadienne à Bosso, au Niger, le 19 avril 2017.

Le 9 avril, une attaque djihadiste est repoussée à Gueskerou, près de Diffa au Niger, et au moins 57 assaillants sont tués selon l'armée. Le 5 mai, un autre assaut échoue à Kaïga, au Tchad, 38 djihadistes et neuf soldats tchadiens y trouvent la mort. Du 24 au 25 juin 2017, l'armée tchadienne mène une attaque sur cinq îles du lac Tchad et revendique la mort de 162 djihadistes contre 8 tués et 18 blessés dans ses rangs. Le 25 juillet, au moins 69 militaires, miliciens et civils sont tués dans une embuscade particulièrement meurtrière tendue près de Magumeri contre le convoi d'une équipe de la Nigerian National Petroleum Corporation (NNPC) et de géologues de l'Université de Maiduguri. Dans la nuit du 24 au 25 août, convoi de camions est attaqué au village de Meleri, près de Konduga ; quatre miliciens et un chauffeur sont tués. Le 24 octobre, plus de quinze soldats nigérians sont tués à Sasawa, dans l'État de Yobe, lors d'un raid mené par les djihadistes de la faction d'Abou Mosab al-Barnaoui,. Le 6 novembre, un nouveau raid est mené par une cinquantaine de djihadistes contre le village de Gulak, près de Madagali ; un soldat et plusieurs assaillants sont tués, dont deux femmes kamikazes. Le 10 novembre, trois soldats et un milicien sont tués dans une embuscade près de la forêt de Sambisa. Le 21 novembre, au moins 58 personnes sont tuées dans une mosquée par un kamikaze,. Le 25 novembre, les djihadistes prennent d'assaut la ville de Magumeri, pillent les réserves de nourriture, puis battent en retraite ; l'armée nigériane reconnaît trois tués et huit blessés dans ses rangs,. Le 6 décembre, une attaque djihadiste est menée contre un détachement des militaires américains et nigériens dans la région de Bosso, au Niger ; trois chasseurs Mirage 2000 français de la Force Barkhane arrivent alors sur zone après une demande d'appui aérien et deux frappes sont effectuées : onze djihadistes sont tués selon les Américains, une vingtaine selon les Français,,.
Le 4 décembre, les deux factions de Boko Haram se retrouve à Duguri, près du lac Tchad, pour mener un front uni contre l'armée, mais la rencontre échoue. Quelques jours plus tard, des hommes de Shekau tuent 18 combattants de Barnaoui. Les deux groupes continuent alors de mener leurs attaques séparément. Le 10 décembre, Shekau s'empare avec 400 hommes du poste de Bita, près de la frontière camerounaise, rafle les armes, puis regagne la forêt de Sambisa Le 13 décembre, la faction dirigée par Barnaoui tente échoue à envahir la base militaire de Mainok, mais dérobe quatre blindés.
Le 3 janvier 2018, une vaste opération baptisée « Deep punch » est lancée dans le Lac Tchad et la forêt de Sambisa par les forces armées nigérianes, camerounaises, tchadiennes et nigériennes. Mais le 17 janvier, les djihadistes attaquent la ville de Toumour, près de Bosso au Niger, ou l'armée nigérienne laisse sept morts, 25 blessés et perd 15 véhicules détruits ou capturés,.
Le 19 février, les djihadistes attaquent le village de Dapchi, dans l'État de Yobe. Au terme de ce raid, 111 ou 112 étudiantes d'un internat sont portées disparues,. Alors que le Nigeria redoute un « nouveau Chibok », le porte-parole du gouverneur de l'État de Yobe annonce le 21 février que l'armée a retrouvé 76 des 90 écolières disparues,, mais cette annonce démentie le lendemain par les autorités qui affirment qu'aucune des disparues n'a été retrouvée,,. Finalement, 105 à 107 étudiantes sont relâchées par les djihadistes le 21 mars près de Dapchi ; une chrétienne demeure cependant aux mains de ses ravisseurs pour avoir refusé de se convertir à l'islam et cinq autres jeunes filles auraient trouvé la mort le jour de l'enlèvement,,,.
Le 21 février, deux militaires tchadiens sont tués dans une embuscade à Ngouboua ; il s'agit alors de la première attaque de Boko Haram sur le territoire tchadien depuis neuf mois. Le soir du 1er mars, des djihadistes lancent une attaque contre Rann : au moins huit soldats sont tués lors des combats, ainsi que trois travailleurs humanitaires nigérians,. Trois autres travailleuses humanitaires de la Croix-Rouge et de l'Unicef sont enlevées et deux d'entre-elles sont exécutées par les djihadistes dans les mois qui suivent,. Le 23 mars, un nouvel accrochage a lieu entre les djihadistes et les soldats tchadiens dans le lac Tchad, sur l'île de Tchoukou Hadje : l'affrontement fait 20 morts du côté de Boko Haram, contre un tué et cinq blessés dans les rangs de l'armée,,.

### Purges au sein de l'État islamique en Afrique de l'Ouest en 2018 et 2019
Au cours de l'année 2018, des purges internes auraient touché le commandement de l'État islamique en Afrique de l'Ouest selon des médias nigérians,. En août 2018, Mamman Nour, le numéro 2 de l'organisation, aurait été exécuté par d'autres membres de l'État islamique en Afrique de l'Ouest selon des médias nigérians,. Incarnant la tendance la moins radicale du groupe, il aurait été accusé par les plus extrémistes d'avoir libéré les jeunes filles enlevées à Dapchi sans obtenir de rançon ou bien de l'avoir détournée,. En octobre, le numéro 3, Ali Gaga, aurait été exécuté à son tour, après avoir été soupçonné d'avoir voulu se rendre aux autorités nigériannes,. En mars 2019, Abou Mosab al-Barnaoui est destitué à son tour par l'État islamique et est remplacé par Abou Abdallah Idrisa ou Abou Abdullah Ibn Umar Al-Barnaoui,.

### Remontée en puissance de l'État islamique à partir de l'été 2018
À partir de l'été 2018, les forces de l'État islamique en Afrique de l'Ouest connaissent une forte remontée en puissance et lancent plusieurs attaques meurtrières contre la force multinationale mixte,. La plupart des combats sont menés par la faction d'Abou Mosab al-Barnaoui, dont les combattants apparaissent alors comme étant mieux armés, mieux équipés et mieux entraînés que ceux de la faction d'Abubakar Shekau. L'État islamique en Afrique de l'Ouest a gagné en qualité tactique et stratégique. Les djihadistes renoncent à occuper les villes et privilégie les raids contre les bases militaires afin de capturer des véhicules et de se procurer des armes, dess munitions et de l'essence. L'armée nigériane demeure quant à elle toujours faiblement équipée, tandis que l'augmentation du trafic d'armes en Afrique sub-saharienne profite aux djihadistes.
Le 18 juin, l'État islamique attaque la base militaire de Gajiram, au nord de Maiduguri. Dans la nuit du 30 juin au 1er juillet, dix soldats nigériens sont tués dans la ville de Bla Brin, près de N’Guigmi,. Le 13 juillet, au moins 23 soldats sont tués lors d'une embuscade dans le village de Balagallaye, dans la région de Boboshe, à l'extérieur de Bama,,. Le 14 juillet, les djihadistes s'emparent de la base militaire de Jilli, près de Geidam, et abattent une trentaine de militaires. Le 26 juillet, la base militaire de Jakana est envahie,. Fin juillet, 11 soldats et trois civils trouvent la mort dans un raid contre un poste de contrôle militaire près de Monguno. Le 8 août, 17 miliaires nigérians et un civil sont tués dans une attaque contre la base militaire de Garunda. Le 30 août, la base de Zari, près de Damasak, est prise d'assaut à son tour et au moins trente soldats sont tués. Le 8 septembre, les djihadistes s'emparent de la ville et de la base militaire de Gudumbali, près de Guzamala, avant de se retirer après avoir incendié quelques bâtiments,. Les forces gouvernementales reprennent la ville le lendemain. Le 8 octobre, la base militaire de Metele est envahie à son tour. Le 5 novembre, les djihadistes pillent la base de Kukawa et abattent une quinzaine de soldat,. Le 19 novembre, la base de Metele est à nouveau pillée et des dizaines de soldats sont tués,. Le 25 novembre, les djihadistes envahissent Kangarwa, près du lac Tchad,. En quelques mois, des centaines de soldats nigérians ont été tués lors de ces combats,. L'armée nigériane est dépassée et démoralisée, certaines unités se mutinent pour protester contre leur déploiement dans des zones dangereuses et le 27 juillet, le chef de armées, le général Tukur Yusuf Buratai, va jusqu'à menacer de la peine de mort les « soldats lâches » qui « abandonnent leur poste »,.
Des combats ont également lieu sur le territoire tchadien. Le 29 septembre, les Tchadiens repoussent une attaque à Moussarom et Ngueleya, dans le lac Tchad, et abattent 17 insurgés. Le 10 octobre, huit soldats tchadiens et 48 djihadistes sont tués dans une nouvelle attaque à Kaiga Kindji. Le 22 mars, l'armée tchadienne subit son plus important revers contre les djihadistes en perdant 23 hommes dans une attaque à Dangdala. Le 15 avril, une nouvelle attaque est cette fois repoussée à Bohama, où l'armée revendique la mort de 63 assaillants contre sept tués dans ses rangs. Le 25 mai, un autre assaut est encore repoussé à Berkara, près de Ngouboua, et 23 djihadistes sont abattus.
Le 22 février, 500 soldats tchadiens entrent au Nigeria. Le 16 avril, ces derniers repoussent une attaque à Magorone, à une centaine de kilomètres au nord de Maiduguri.
Au Niger, du 28 décembre 2018 au 2 janvier 2019, l'armée nigérienne mène une opération de long de la rivière Komadougou Yobé et sur quelques îles du lac Tchad au terme de laquelle elle revendique la mort de près de 300 djihadistes. Des attaques de l'État islamique sont également repoussées à Chétima Wangou le 15 février et à Gueskerou le 8 mars.

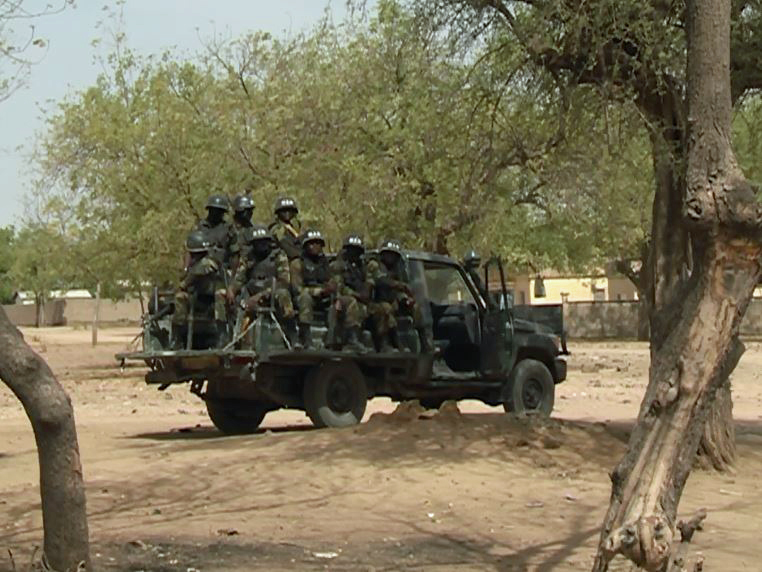
Soldats camerounais du Bataillon d'intervention rapide (BIR), à Maroua, le 17 janvier 2019.

Au Nigeria, la situation continue de se dégrader pour l'armée. Le 29 novembre, des postes militaires sont attaqués à Gamboru et l'État islamique revendique la mort de huit soldats. L'armée nigériane repousse cependant une attaque à Rann le 6 décembre et une autre près de Bama le 7 , sans subir de perte. Le 24 décembre, au mois 14 soldats et policiers sont tués dans une embuscade. Le même jour, la base de Kukareta est prise d'assaut dans l'État de Yobe et 17 soldats sont tués. Dans la nuit du 26 au 27, les djihadistes envahissent une base militaire navale et un poste de la Force multinationale mixte à Baga,. Le 31 décembre, l'État islamique attaque Buni Gari dans l'État de Yobe, puis le 1er janvier il envahit trois bases dans l'État de Borno à Wajirko et à Kimba et Sabon Gari près de Biu, revendiquant par la suite la mort de 14 soldats nigérians. Le 10 janvier, l'armée nigériane affirme avoir repris le contrôle de Baga sans rencontrer de résistance,,. Entre fin décembre 2018 et fin janvier 2019, plus de 30 000 civils fuient vers Maiduguri, tandis que 6 000 autres traversent le lac Tchad pour se réfugier au Tchad. Les 14 et 15 janvier, les djihadistes attaquent Rann, où se trouve un camp de 35 000 à 76 000 réfugiés, ils tuent 14 personnes, mettent à sac une base de l'armée et incendient une partie de la ville,,. L'armée camerounaise entre alors au Nigeria et occupe un temps la ville, avant de se retirer le 27 janvier, bientôt suivis par les soldats nigérians qui se replient sur Ngala. Le lendemain, l'État islamique s'empare de Rann sans rencontrer de résistance, tue 60 personnes et provoque la fuite de 30 000 habitants et réfugiés,. Entre-temps, le 26 janvier, l'État islamique attaque la base militaire de Logomani et revendique la mort de 30 soldats, tandis que l'armée ne reconnait que huit blessés. Selon un rapport de Global Protection Cluster au Tchad, un groupe d'agences humanitaires chapeautées par le Haut Commissariat des Nations unies pour les réfugiés, plus de 100 soldats nigérians sont tués ou capturés dans le nord-est du Nigeria entre le 26 décembre 2018 et le 18 janvier 2019. En février 2019, un rapport de l'ONU note également la montée en puissance de l'État islamique en Afrique de l'Ouest : « Ce groupe, extrêmement agressif, a acquis une forte capacité opérationnelle et multiplié les attaques contre des bases militaires et des villes. Entre juillet et décembre 2018, il a tué plus de 700 soldats nigérians et s’est emparé de leur matériel. Le groupe n’a connu aucun revers important en 2018 et a amélioré sa situation financière. Il est parvenu à se doter de drones, à accroître la quantité et la qualité de son matériel de propagande, à recruter davantage parmi la population locale et même à attirer un petit nombre de combattants terroristes étrangers ».
En juin 2019, les djihadistes lancent une nouvelle vague d'attaques. Le 1er, ils pillent les bases militaires de Marte et Kirenowa, tuant au moins cinq soldats,. Le 2 juin, ils attaquent Dikwa, mais sont repoussés sans faire de victime. Le même jour, des forces de l'armée nigériane sont chassées du village de Dalwa. Ces attaques sont revendiquées le 4 juin par l'État islamique qui affirme avoir tué 14 soldats nigérians. Le 10 juin, les djihadistes attaquent Darak, au Cameroun, mais sont repoussés après des affrontements qui font près d'une centaine de morts. Le 13 juin, la base militaire de Kareto est mise à sac. Le 17 juin, la base de Gajiram connait le même sort. Le 21 juin, onze soldats tchadiens et 26 djihadistes sont tués dans une embuscade près de Tchoukoutalia, dans la région du lac Tchad. Le 29 juillet, la base maritime de Baga subit une nouvelle attaque qui est repoussée. Le 30 octobre, au moins 12 militaires nigériens sont tués dans une attaque contre le camp militaire de Blabrine, près de N'Guigmi,. Le 6 novembre, au moins 10 soldats nigérians et 9 djihadistes sont tués dans une embuscade près de Damboa.
Début janvier 2020, le Tchad rapatrie ses 1 200 soldats déployés au Nigeria, après plusieurs mois de mission au sein de la Force multinationale mixte. Cependant le 27 janvier, six soldats tchadiens sont tués dans une embuscade sur l'île de Tetewa.
En janvier 2020, de violents combats ont lieu entre l'État islamique en Afrique de l'Ouest et Boko Haram dans le village de Sunnawa, dans le district d'Abadam.
Le 7 mars, l'armée nigérienne perd huit hommes dans une attaque à Chetima Wangou, près de Diffa. Elle affirme ensuite avoir repoussé une attaque à Toumour dans la nuit du 15 au 16 mars et tué 50 assailants contre seulement un blessé dans ses rangs. Mais le 23 mars, l'État islamique en Afrique de l'Ouest mène deux attaques particulièrement meurtrières : au Nigeria d'une part, dans la région de Konduga, où au moins 70 soldats sont tués et au Tchad de l'autre, sur l'île de Bohama, où 98 soldats trouvent la mort, soit le plus lourd bilan pour l'armée tchadienne dans un combat contre les djihadistes,. En représailles, l'armée tchadienne mène une opération entre le 31 mars et le 8 avril 2020 au terme de laquelle elle revendique un millier de morts du côté des djihadistes, contre 52 tués dans ses rangs.
Au Niger, l'État islamique envahit une base militaire près de Diffa le 3 mai, tuant deux à cinq soldats,,,,. En riposte, l'armée nigérienne revendique la neutralisation lors de la même journée d'une cinquantaine de djihadistes au village de Dumba’a, près de Tombon-Fulani, entre Bosso et Toumour,,. Elle affirme ensuite avoir tué au moins 75 djihadistes le 13 mai, dont 25 au sud de Diffa et 50 dans le lac Tchad. Dans la nuit du 18 au 19 mai, douze soldats sont tués et dix blessés, contre sept assaillants tués, lors d'une attaque contre la base de Blabrine, près de N'Guigmi. Le 17 septembre, dix soldats tchadiens sont tués et sept blessés dans une embuscade dans la zone du lac Tchad. Le 25 septembre, le convoi du gouverneur de l'État de Borno, tombe dans une embuscade près de Baga et 30 personnes sont tuées, dont douze policiers, cinq soldats, quatre miliciens et neuf civils.

### Défaites de Boko Haram contre l'État islamique en 2021
En mai 2021, l'État islamique en Afrique de l'Ouest attaque les forces de Boko Haram dans la forêt de Sambisa. Lors des combats qui suivent, Abubakar Shekau se retrouve cerné et se suicide après avoir refusé de se rendre.
Après cette défaite, des milliers de personnes se rendent aux autorités nigérianes. À la mi-octobre, l'armée annonce que : « jusque-là, un total de 13 243 terroristes et leurs familles, comprenant 3 243 hommes, 3 868 femmes et 6 234 enfants se sont rendus à nos troupes à travers tout le Nord-Est ».
La forêt de Sambisa et les territoires insurgés au Cameroun passent alors sous le contrôle de l'État islamique. Boko Haram ne parvient à opposer une résistance effective que dans certaines zones du lac Tchad, sous la direction de son nouveau chef : Ibrahim Bakoura, aussi appelé Bakoura Doro ou Bakoura Buduma,. Fin septembre, Boko Haram s'empare de l'île Kirta Wulgo de Kirta Wulgo, lors de combats qui auraient fait une centaine de morts, mais l'État islamique reprend possession de l'île quelques jours plus tard,.
La nuit du 27 au 28 octobre 2024, les djihadistes attaquent l'île de Barkaram, sur le lac Tchad, où ils tuent une quarantaine de soldats tchadiens.

## Exactions et massacres

### Exactions commises par l'armée nigériane
Le 15 octobre 2013, Amnesty International affirme que des centaines de prisonniers islamistes de Boko Haram, ou des personnes suspectées d'avoir des liens avec eux, ont été exécutés dans les prisons nigérianes dans les six premiers mois de l'année 2013, principalement à la caserne de Giwa, à Maiduguri et aux centres de détention Sector Alpha et Presidential Lodge, à Damaturu. Selon le témoignage d'un haut gradé de l'armée nigériane, plus de 950 prisonniers sont morts dans les six premiers mois de l'année 2013. L'Association a relevé des exécutions par balles et par étouffements, d'autres ont succombé à leurs blessures après avoir été torturés, d'autres encore sont morts de faim,,,. Ces exactions se poursuivent et selon des habitants de Maiduguri, le cimetière de la ville est gardé par l'armée et chaque jour des camions amènent des corps d'hommes exécutés par les militaires. Le 31 mars 2014, Amnesty International déclare que ces exactions se poursuivent et que près de 150 détenus de Giwa sont morts en prison depuis janvier et que leurs corps ont été conduits par l'armée à la morgue de l’hôpital spécialisé de l'État. Dans un nouveau rapport publié le 18 septembre 2014, elle indique que la torture est largement employée par la police et l'armée contre des hommes, des femmes et des enfants dans tout le Nigeria.
Le 14 mars 2014, la caserne de Giwa, à Maiduguri, est attaquée par Boko Haram qui libère plusieurs centaines de détenus. Selon Amnesty International, de nombreux prisonniers évadés sont repris par les militaires après la bataille et plus de 600 d'entre eux sont exécutés dans divers quartiers de la ville.
Par crainte des trahisons, les soldats de l'armée nigériane déployés contre Boko Haram sont pour la plupart originaires du sud du pays, chrétiens, ils ne parlent pas le haoussa, le kanuri, et les autres langues locales.
Des exactions sont également commises par les milices d’autodéfense, au début de novembre une quarantaine de présumés islamistes sont décapités et leurs têtes exhibées dans les rues de Biu.
Selon Florent Geel, responsable du bureau Afrique de la FIDH, au cours des années 2013 et 2014, l'armée et les milices nigérianes arrêtent 4 500 à 5 000 personnes à Maiduguri, qui sont par la suite portées disparues.
Le 3 juin 2015, Amnesty International affirme dans un nouveau rapport que 20 000 hommes et jeunes garçons ont été arrêtés par l'armée nigériane lors d'opérations contre Boko Haram. Parmi ces derniers, plus de 7 000 sont morts en détention depuis mars 2011, victimes de tortures, de maladies, de fumigations, de faim ou de soif. De plus 1 200 personnes ont été tuées par l'armée depuis février 2012, « dans des conditions contraires à la légalité ».
Amnesty International affirme par la suite qu'au moins 149 autres personnes sont mortes dans le centre de détention militaire de Giwa entre janvier et mai 2016, dont 12 enfants presque tous âgés de moins de 5 ans. Le 12 février 2016, les autorités nigérianes annoncent la libération de 275 détenus de Giwa, dont 50 enfants mais en mars, ce centre compte encore 1 200 prisonniers, dont 120 enfants,,,.
Plusieurs dizaines de cas de viols commis par des militaires et des policiers dans des camps de réfugiés sont également dénoncés par Human Rights Watch en octobre 2016. En mai 2018, Amnesty International indique également que dans les camps de réfugiés, en proie à la famine, de nombreuses femmes ont été violées par des soldats en échange de nourriture.
En juin 2018, Amnesty International dénonce également « des menaces, des actes d’intimidation et des déclarations diffamatoires » exercées contre elle par l'armée nigériane après la publication de ses rapports.
En mai 2018, le chercheur Marc-Antoine Pérouse de Montclos déclare : « Au Nigeria, je l’affirme, les forces de sécurité tuent plus que Boko Haram. Et dans les prisons du pays, on assiste à des horreurs. Certes, les armées locales ne sont pas la cause de l’émergence de ces groupes. Mais elles sont devenues la cause de la prolongation des conflits. Elles sont parfois perçues comme des troupes d’occupation, commettent souvent des exactions, emprisonnent beaucoup d’innocents, sont corrompues, se payent sur la bête, etc. Ce qui pose une vraie question : on présente la lutte antiterroriste comme un moyen de sauver des vies et de stabiliser une région, mais, en réalité, on se rend compte que sur le terrain, ces forces armées perpétuent le cycle de la déstabilisation ». En août 2018, le même chercheur déclare : « La stratégie de la coalition antiterroriste est celle de la terre brûlée. Au Nigeria, l’armée brûle villages et marchés pour empêcher les paysans de ravitailler les insurgés. La politique du vide permet aussi au gouvernement de masquer son incapacité à tenir et à administrer les zones reprises à Boko Haram. En l’occurrence pour le pire : les témoignages recueillis par Amnesty International montrent que, pendant les rafles, les militaires tuent surtout les infirmes et les personnes âgées qui n’ont pas le temps de fuir. Quant aux survivants, ils sont rassemblés de force dans des camps dont ils ne peuvent sortir sans l’autorisation expresse des miliciens. Les femmes, en particulier, sont enfermées dans des centres dits de «déradicalisation» afin d’inciter leurs combattants de maris à se rendre aux autorités ».

### Exactions commises par l'armée camerounaise
Selon Amnesty International, les services de renseignement et l'armée camerounaises ont largement pratiqué la torture dans des bases de l'extrême-nord du pays,. Plusieurs détenus y trouvent la mort et au moins 130 hommes et jeunes garçons raflés dans les villages de Madame et de Double, le 28 décembre 2014, sont toujours portés disparus en juillet 2017.

### Exactions commises par Boko Haram

#### Massacres
De leur côté, les djihadistes de Boko Haram commettent de nombreux massacres, principalement contre des civils des villages où sont constituées des milices d'autodéfense, les élèves et les professeurs d'établissements scolaires et les chrétiens,.
Les principaux massacres et attentats commis par Boko Haram sont ceux de Damaturu (150 morts le 4 novembre 2011), Kano (150 morts le 20 janvier 2012), Benisheik (161 morts le 18 septembre 2013), Izghe (environ 170 morts le 15 février 2014), Gamboru Ngala (336 morts le 5 mai 2014), Jos (au moins 118 morts le 20 mai 2014), Goshe, Attagara, Agapalwa et Aganjara (100 à 500 de morts le 3 juin 2014), Gwoza (600 morts le 6 août 2014), Damboa (plus de 100 morts la nuit du 17 au 18 juillet 2014), Kano (120 morts le 28 novembre 2014), Kukawa (environ 100 morts le 1er juillet 2015), Kukuwa-Gari (50 à 160 morts le 13 août 2015) et Maiduguri (117 morts le 20 septembre 2015). Selon Amnesty International, le massacre de Baga commis du 3 et au 7 janvier 2015 fait de plusieurs centaines à peut-être 2 000 morts et seraient le massacre « le plus meurtrier de l'histoire de Boko Haram ».
Le nom officiel de Boko Haram est « Jamāʿat ʾahl al-sunnah li-l-Daʿwah wa-al-Jihād » qui signifie en arabe « Peuple engagé dans la propagation de l'enseignement du prophète Mahomet et du jihad ». Dans sa définition abrégée en haoussa, « Boko Haram » signifie « L'éducation occidentale est un péché ». Boko Haram cible donc particulièrement les lycées et les écoles où est dispensé un enseignement jugé trop occidental par les islamistes. À plusieurs reprises, ces derniers attaquent des établissements scolaires, massacrant professeurs et lycéens comme à Mamudo, Gujba ou Buni Yadi. Selon Human Rights Watch, de 2009 à 2015, 910 écoles ont été détruites, 1 500 ont dû fermer, 611 enseignants ont été assassinés, 19 000 autres se sont enfuis, des centaines d'élèves ont été enlevés et près d'un million d'enfants ont été privés d'enseignement.
Selon Human Rights Watch, environ 6 000 civils sont tués par les hommes de Boko Haram de 2009 à 2014. Le 15 juillet 2014, Human Rights Watch déclare avoir comptabilisé 95 attaques commises par Boko Haram lors des six premiers mois de l'année 2014, elles ont causé la mort d'au moins 2 053 civils, dont 1 446 dans l'État de Borno. L'ONG évalue par la suite à au moins 3 750 le nombre des victimes pour l'ensemble de l'année 2014 et le 26 mars 2015, elle affirme qu'au moins 1 000 civils ont été massacrés par le groupe depuis le début de l'année,. À la date du 14 avril 2015, Amnesty International estime que 5 500 civils ont été tués par Boko Haram en 2014 et au début de 2015,. Le 1er octobre 2015, cette même ONG affirme que 3 500 civils ont été tués par Boko Haram depuis le début de l'année 2015, dont 1 600 depuis juin.
L'année 2015 est la plus meurtrière. L'ONG britannique Action on Armed Violence (AOAV, Action contre la violence armée) recense 84 attaques commises par Boko Haram au Nigeria pendant l'année 2015, qui ont causé la mort de 3 048 personnes, dont 96 % de civils. AOAV recense également 923 morts ou blessés dans les attaques au Tchad et au Cameroun. L'ONG note une augmentation de 190 % du nombre des morts et des blessés par rapport à 2014 et de 167 % pour le nombre des attentats-suicides.
Selon Amnesty International, la FIDH et Human Rights Watch, les exactions commises par Boko Haram relèvent du crime de guerre et du crime contre l'humanité,.

#### Attentats
Boko Haram commet le premier attentat-suicide de son histoire le 16 juin 2011, dans une attaque à Abuja contre le quartier général de la police. Le 8 juin 2014, pour la première fois au Nigeria un attentat-suicide est commis par une femme ; une kamikaze se fait exploser près de Gombe, un militaire est tué et un autre blessé.
Selon l'Unicef, en 2014 et 2015, 20 % des attentats-suicides de Boko Haram sont commis par des enfants, dont 75 % sont des filles. On compte quatre enfants kamikazes 2014, puis 44 enfants kamikazes en 2015.
En 2015, Boko Haram commet 89 attentats-suicides au Nigeria, 39 au Cameroun, 16 au Tchad, 7 au Niger.

#### Enlèvements
Lors de la guerre, de nombreux enlèvements sont commis par Boko Haram. Certaines personnes sont relâchées en échange de rançons, des garçons sont utilisés comme domestiques, ou parfois enrôlés de force, les filles peuvent être « données en mariage aux combattants », violées ou réduites en esclavage. Dans un rapport publié le 27 octobre 2014, Human Rights Watch estime que plus de 500 femmes et jeunes filles ont été enlevées par les hommes de Boko Haram et que certaines ont été forcées de participer à des combats, des exécutions, et peut-être à des attentats-suicides. Le 14 avril 2015, Amnesty International estime qu'au moins 2 000 femmes et jeunes filles ont été enlevées depuis 2014. En avril 2016, un rapport du Bureau des Nations unies de la coordination des affaires humanitaires estime entre 2 000 et 7 000 le nombre de femmes et de jeunes filles enlevées et réduites à l'esclavage sexuel.
Lors de plusieurs attaques commises contre des établissements scolaires, des lycéennes sont enlevées pour être mariées de force à des djihadistes. Une vingtaine de jeunes filles sont ainsi enlevées le 11 février 2014, lors du massacre de Konduga. Le rapt le plus important a lieu le 14 avril 2014 à Chibok, où 276 lycéennes âgées de 12 à 17 ans sont capturées par des djihadistes lors d'un raid sur la ville (53 d'entre elles parviennent à s'échapper dans les trois semaines qui suivent selon la police nigériane),,,,. Le 5 mai, le rapt des lycéennes de Chibok est revendiqué par Abubakar Shekau, le chef de Boko Haram qui déclare : « J'ai enlevé les filles. Je vais les vendre sur le marché, au nom d'Allah. [...] J'ai dit que l'éducation occidentale devait cesser. Les filles, vous devez quitter (l'école) et vous marier ».
Selon des éleveurs nomades peuls, des femmes sont fréquemment enlevées par les rebelles islamistes. Par craintes de représailles, les éleveurs évitent d'alerter les autorités et versent généralement des rançons en bétails. Un enlèvement a notamment lieu le 9 juin dans un camp de nomades à Garkin Fulani, près de Chibok. 20 à 40 femmes et trois hommes sont enlevés par des hommes armés suspectés de faire partie de Boko Haram,,.
À la fin du mois de juin 2014, les rebelles islamistes effectuent plusieurs attaques sur le village de Kummabzan, une trentaine d'habitants sont tués et environ 60 femmes et filles (dont certaines âgées de 3 à 12 ans) et 30 garçons sont enlevés par les assaillants,. Mais vers le 4 juillet, des combattants des milices d'autodéfense affirment à l'AFP, que 63 des 68 femmes et filles enlevées à Kummabzan sont parvenues à s'échapper en profitant du départ de leurs ravisseurs, partis prendre part le même jour à la troisième bataille de Damboa. Cependant selon le journal français Libération, seuls six femmes et trois jeunes hommes sont parvenus à regagner leur village. Le 10 août 2014, Boko Haram effectue un raid sur Doron Baga, un village de pêcheurs situé sur le Lac Tchad. Au moins 97 jeunes hommes âgés de 15 à 30 ans sont emmenés de force par les djihadistes. Ces derniers brûlent également plusieurs habitations et tuent 6 à 28 hommes, ils ne laissent dans le village que les enfants et les femmes. Mais le 16 août, l'armée tchadienne libère 85 captifs après avoir intercepté un bus qui les transportaient sous la garde de six hommes de Boko Haram qui sont faits prisonniers,,. Le 23 octobre 2014, de nouveaux enlèvements sont commis par Boko Haram dans villages de Waga Mangoro et Garta, situés dans l'État d'Adamawa. Les femmes les plus âgées sont relâchées mais les plus jeunes, au nombre d'une quarantaine, sont gardées captives,. Le 26 octobre 2014, à Mafa, Boko Haram enlève 30 adolescents ; des garçons de 13 ans et plus et des filles de 11 ans et plus. Le 14 décembre, au moins 32 personnes sont tuées et 185 enlevées, dont des femmes et des enfants, dans l'attaque du village de Gumsuri. Le 31 du même mois, 40 garçons et jeunes hommes âgés de 10 à 23 ans sont à leur tour enlevés dans le village de Malari. Le 6 janvier 2015, Boko Haram attaque le village de Katarko, à 20 kilomètres de Damaturu, tue 25 hommes et capture 218 femmes et enfants, dont 192 sont finalement relâchés le 23 janvier.
Depuis avril 2015, l'armée nigériane affirme que plusieurs milliers de femmes et d'enfants otages de Boko Haram ont été délivrés lors de diverses opérations. Le 17 mai 2016, pour la première fois depuis deux ans, une des lycéennes enlevées à Chibok est retrouvée par l'armée nigériane,,. Cependant de nombreuses rescapées sont rejetées ou traitées en parias par le reste de la population ou leurs familles, par crainte qu'elles aient adopté l'idéologie de Boko Haram après avoir longuement côtoyé les djihadistes.

#### Capture d'otages étrangers par les islamistes

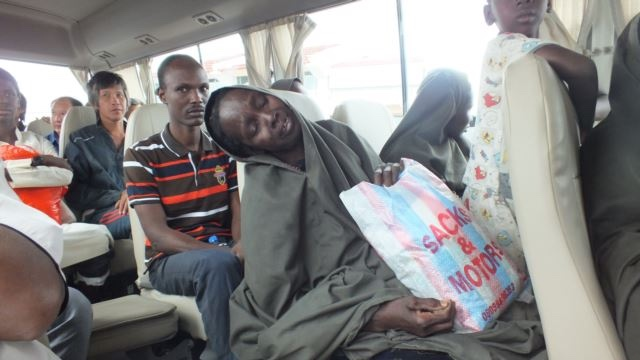
27 otages de Boko Haram, dont 17 Camerounais et 10 Chinois, peu après leur libération le 11 octobre 2014.

En mai 2011, deux ingénieurs, Christopher McManus, un Britannique de 28 ans, et Franco Lamolinara, un Italien de 48 ans, sont enlevés par des hommes armés à Birnin Kebbi, dans le nord-ouest du pays. Le 8 mars 2012, l'armée nigériane soutenue par les Britanniques lance une offensive à Sokoto pour tenter de récupérer les otages. L'opération est un échec et les deux hommes sont tués par leurs ravisseurs. Le lendemain l'Italie exprime sa colère pour ne pas avoir été avertie de l'intervention. Dans la soirée du 8 mars, l'état nigérian accuse Boko Haram d'avoir été à l'origine du rapt, mais le lendemain par l'intermédiaire d'Abul Qaqa, un de ses porte-paroles, Boko Haram nie toute implication. Ansaru, un groupe dissident de Boko Haram pourrait avoir été le véritable responsable de l'enlèvement,,,.
Le 26 janvier 2012, un ingénieur allemand, Edgar Raupach, est enlevé sur un site en construction près de Kano. En mars, l'action est revendiquée par Al-Qaïda au Maghreb islamique (AQMI) mais l'opération pourrait avoir été effectuée en lien avec Boko Haram. Le 31 mai, l'otage est exécuté par les djihadistes au cours d'une attaque des militaires nigérians contre une cachette.
Le 12 décembre 2012, Francis Collomp, un ingénieur français du groupe Vergnet, âgé de 63 ans, est enlevé par une trentaine d'hommes armés à Rimi, dans l'État de Katsina. Deux de ses gardes du corps et un voisin sont tués lors du raid. L'enlèvement est revendiqué quelques heures plus tard par Ansaru, ces derniers réclament le départ de la France de l'Afghanistan puis du Mali, de cesser de soutenir les régimes africains, ainsi que la libération de deux chefs du mouvement et d'une quarantaine des femmes et d'enfants détenus par le Nigeria. Retenu initialement à Kano, Francis Collomp est ensuite conduit à Zaria. Cependant, le 16 novembre 2013, il parvient à s'évader en enfermant son gardien au moment où celui-ci fait ses ablutions, il s'enfuit ensuite du village à pied puis trouve un mototaxi qui le conduit au poste de police de Zaria. Après l'arrivée de renforts, il est évacué vers la ville de Kaduna,,,,.
Ansaru revendique le 18 février 2013 l'enlèvement de sept employés étrangers de la société de construction libanaise Setraco, la plus importante prise d'otages jamais réalisée dans le nord du Nigeria. Le 9 mars 2013, le groupe a déclaré par voie de communiqué avoir exécuté ces sept otages (quatre ressortissants libanais ou syriens, un Grec, un Italien et un Britannique.
Le 19 février 2013, une famille française est enlevée au parc national de Waza dans le nord du Cameroun, elle est ensuite conduite au Nigeria. Les otages sont ; Tanguy Moulin-Fournier, 40 ans, cadre de GDF Suez, son épouse Albane, 40 ans, leurs quatre fils âgés de 5 à 12 ans, et Cyril, le frère de Tanguy,. L'enlèvement est revendiqué dans une vidéo publiée le 25 février par Boko Haram, c'est la première fois que ce groupe armé revendique une prise d'otages. Les islamistes réclament la libération de combattants, de femmes et d'enfants détenus par le Nigeria et le Cameroun,. Le 21 mars, une seconde vidéo est rendue publique par Boko Haram, Abubakar Shekau, le chef du mouvement déclare : « Nous sommes fiers d'affirmer que nous retenons les sept otages français. Nous les retenons parce que les autorités nigérianes et camerounaises ont arrêté des membres de nos familles, qu'ils les brutalisent et que nous ne savons rien de leurs conditions d'emprisonnement. Nous affirmons au monde que nous ne libérerons pas les otages français tant que nos familles sont emprisonnées. La force ne servira pas à les libérer, nous sommes prêts à nous défendre avec force ». Les négociations sont menées essentiellement par le gouvernement camerounais. La famille est libérée le 19 avril 2013, lors d'un échange de prisonniers, 10 ou 12 personnes auraient été relâchées en contrepartie.
Dans la nuit du 13 au 14 novembre 2013, le père Georges Vandenbeusch, un prêtre catholique français de 42 ans, est enlevé à Nguetchewé, au nord du Cameroun. Quelques jours plus tard, son enlèvement est revendiqué par Boko Haram. Il est libéré le 31 décembre 2013,,. Boko haram déclare alors à l'AFP n'avoir reçu aucune rançon et affirme que : « La direction a décidé de libérer le prêtre par compassion. Le prêtre a offert ses services médicaux à des membres [du groupe] malades pendant sa période de captivité. La direction a senti qu'il n'y avait plus besoin de le garder. » Ces propos sont cependant contestés par Georges Vandenbeusch, qui déclare : « Je ne suis ni infirmier ni médecin. S'ils m'avaient amené quelqu'un à soigner avec une hémorragie, j'aurais fait ce que je pouvais, mais ils ne l'ont pas fait. Ils n'ont de compassion pour personne ».
Dans la nuit du 4 au 5 avril 2014, à Tchère, à environ 20 kilomètres de Maroua, située à l'extrême nord du Cameroun, deux prêtres italiens, Giampaolo Marta et Gianantonio Allegri, et une religieuse canadienne, Gilberte Bussier, sont enlevés par des hommes armés. Boko Haram est soupçonnée mais ne revendique pas l'enlèvement. Les trois religieux sont finalement relâchés la nuit du 31 mai au 1er juin 2014.
La nuit du 16 au 17 mai 2014, des islamistes transportés par cinq véhicules attaquent un camp de travailleurs du secteur routier, près de Waza, au nord du Cameroun. Un civil chinois est tué, et 10 autres sont enlevés par les assaillants. Ils seront finalement relâchés le 11 octobre, en même temps que 17 prisonniers camerounais capturés le 27 juillet lors du combat de Kolofota.
Le 16 juillet 2014 un Allemand est enlevé à Gombi, dans l'État d'Adamawa, par une vingtaine d'hommes armés. Sa capture est revendiquée le 31 octobre par Boko Haram. Le 21 janvier 2015, le Cameroun annonce que l'otage allemand a été libéré à la suite d'une opération spéciale de son armée et ses alliés.

### Exactions au Cameroun
Selon Amnesty International, au Cameroun, de janvier 2014 à septembre 2015, au moins 380 civils ont été massacrés par Boko Haram tandis que les forces camerounaises ont « attaqué des villages, détruisant des maisons, tuant des civils et arrêtant plus de 1 000 suspects, dont certains n’étaient âgés que de cinq ans », des dizaines de civils sont morts après avoir été « détenus dans des conditions inhumaines » et 130 sont portés disparus,. Selon Amnesty International, les attentats de Boko Haram au Cameroun font 500 morts parmi les civils pendant l'année 2015 et 486 morts de juin 2015 à juin 2016. En juillet 2016, l'ONG recense 17 cas de disparitions forcées, en plus des 130 habitants des villages de Magdémé et Doublé. En novembre 2014, dans le village de Bornori, sept civils ont été exécutés sommairement par des militaires du BIR, quinze autres ont été faits prisonniers, dont cinq sont morts en détention.
Dans l'extrême nord du Cameroun, de nombreux cas de viols, de grossesses précoces et de mariages d'enfants sont rapportés.

## Bilan humain

### Bilan global
En mai 2013, juste avant l'offensive de Mai, Human Rights Watch estime que la guerre a fait 3 600 morts depuis 2009.
Le 16 décembre 2013, le Bureau local de la coordination des affaires humanitaires des Nations unies affirme avoir comptabilisé 48 attaques de Boko Haram depuis mai 2013 et estime qu'au total 1 224 personnes ont été tuées lors de ces 48 attaques dans les trois États d'Adamawa, Borno et Yobe. Ce bilan comptabilise les victimes civiles et militaires ainsi que les insurgés tués mais ne tient pas compte des victimes des opérations menées par l'armée nigériane contre Boko Haram.
Le 26 mars 2014, l'agence nationale de gestion des situations d'urgence (NEMA), principal organisme de secours au Nigeria, estime que 1 000 personnes ont été tuées lors du conflit, depuis le début de l'année 2014.
Le 31 mars 2014, Amnesty International affirme que le conflit a fait plus de 1 500 morts de janvier à mars 2014. Puis en août 2014, l'organisation des droits de l'homme parle de 4 000 morts depuis le début de l'année et de 10 000 depuis 2009.
Selon l'Armed Conflict Location & Event Data Project (Acled), au 9 octobre 2015 le conflit a fait depuis 2009 au Nigeria au moins 21 787 morts — civils, militaires et djihadistes — dont 700 pendant l'année 2009, 75 en 2010, 569 en 2011, 1 646 en 2012, 2 973 en 2013, 7 711 en 2014 et 8 113 en 2015. Début mai 2019, le décompte de l'Acled s'élève à au moins 38 186 morts, dont 15 744 civils.
Selon le think tank Council on Foreign Relations, l'insurrection de Boko Haram au Nigeria a fait au moins 51 567 morts entre mai 2011 et septembre 2017.

### Pertes des forces belligérantes

#### Pertes de Boko Haram
Le 14 août 2009, Sanni Umaru de Boko Haram reconnaît qu'environ 1 000 membres de Boko Haram ont été tués dans les combats de juillet.
Selon le général nigérian Lamidi Adeosun, chef de la Multinational Joint Task Force, 800 djihadistes ont été tués entre janvier 2016 et mars 2017

#### Pertes militaires nigérianes
Selon l'AFP, neuf policiers et militaires ont été tués par Boko Haram de 2003 à 2010, le bilan passe à 93 tués de 2010 à 2012, puis de 318 soldats et policiers et 206 membres des groupes d'autodéfense tués de 2013 au 31 mars 2014.
Selon l'ONU, 700 militaires nigérians ont été tués entre juillet et décembre 2018.

#### Pertes militaires camerounaises
Pour l'armée camerounaise, le bilan officiel est de 33 morts de juin à début décembre 2014. Le 15 janvier 2016, Tchiroma Bakary, porte-parole du gouvernement camerounais et ministre de la Communication, annonce que 67 militaires et 3 policiers ont été tués lors des affrontements contre Boko Haram depuis 2013. À l'été 2018, les pertes sont de 200 morts.

#### Pertes militaires tchadiennes
Le 10 avril 2015, l'armée tchadienne annonce que ses pertes sont depuis le 3 février – date de son entrée au Nigeria – de 71 soldats tués et 416 blessés, ce qui correspondrait à environ 10 % des effectifs mis hors combat. Avant d'entrer au Nigeria, l'armée tchadienne avait également fait état de quatre soldats tués et 11 autres blessés dans les combats livrés les 29 et 30 janvier à Bodo,.
Le 11 décembre 2015, l'AFP indique que selon des sources militaires tchadiennes, 113 soldats ont été tués et 660 blessés dans les combats au Nigeria, au Niger et au Cameroun.

#### Pertes militaires nigériennes
Le Niger affirme dans un communiqué que l'ensemble des affrontements livrés entre le 6 février et le 8 mars 2015 ont fait 24 tués et 38 blessés du côté de ses militaires et de ses policiers. Elle perd encore au moins 48 hommes lors de la deuxième bataille de Karamga le 25 avril 2015 et 26 hommes pendant la deuxième bataille de Bosso en juin 2016.

### Pertes civiles

#### Pertes civiles nigérianes
Selon le Bureau de la coordination des affaires humanitaires (Ocha), au moins 3 500 civils nigérians ont été tués au cours du conflit entre le 1er janvier et le 4 décembre 2015.
Pour Amnesty International, près de 400 civils ont été tués par Boko Haram entre avril et septembre 2017, soit plus du double que lors des cinq mois précédents.

#### Pertes civiles camerounaises
Le 15 janvier 2016, Tchiroma Bakary, porte-parole du gouvernement camerounais et ministre de la Communication, déclare que 1 098 civils ont été tués depuis 2013 dans les attaques et les attentats commis par Boko Haram.
Selon Amnesty International, de juillet 2015 à juillet 2016, au moins 480 civils sont tués au Cameroun dans des attentats.
Selon le gouvernement camerounais, 1 500 Camerounais, tant civils que militaires, sont tués lors du conflit au cours des années 2014, 2015 et 2016. À l'été 2018, le nombre des victimes civiles passe à 1 900.

#### Pertes civiles nigériennes
Selon l'ONU, 291 civils nigériens ont été tués par Boko Haram entre le février 2015 et février 2017, 143 autres ont été blessés.

### Réfugiés et déplacés internes

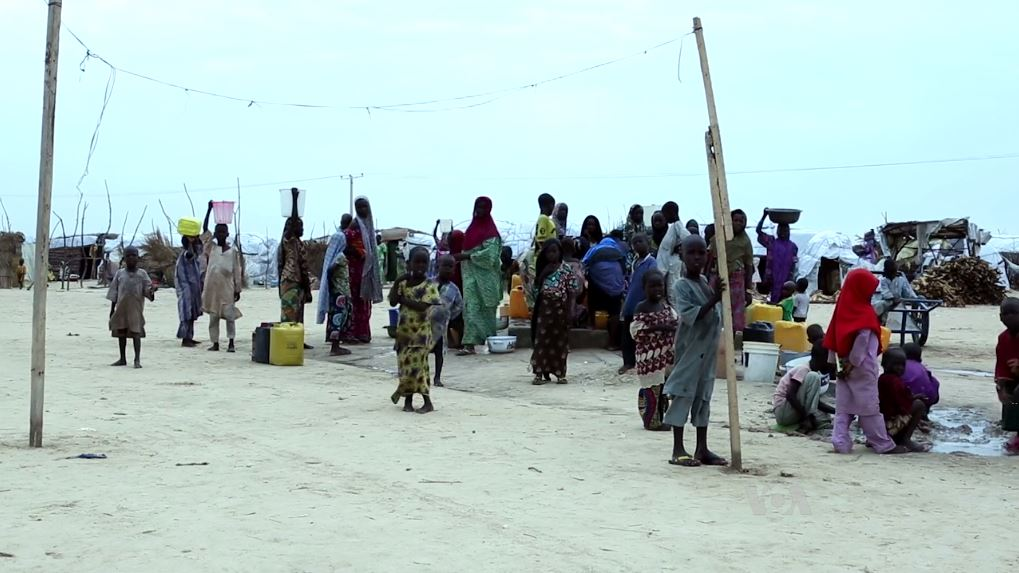
Des réfugiés à Maiduguri, en août 2016.

D'après Human Rights Watch, en février 2015, plusieurs centaines de milliers de personnes ont dû s'exiler en laissant derrière elles tous leurs biens, afin d'échapper au contrôle de la population exercé par Boko Haram.
En mars 2015, au Niger, au moins 40 000 réfugiés nigérians sont présents dans la région de Diffa. Au total, en mars 2015, le Niger accueille 125 000 réfugiés, le Cameroun 75 000 et le Tchad 18 000.
Selon l'ONU, à la fin de l'année 2015, 90 000 Nigérians se sont réfugiés au Niger, 60 000 autres au Cameroun et 16 000 au Tchad. L'ONU recense également 1 978 950 déplacés internes au Nigeria, 123 960 au Cameroun, 51 390 au Tchad et 46 990 au Niger.
La famine frappe également les camps de réfugiés, faisant de nombreux morts. Ainsi, dans le camp de Banki, 374 personnes sont mortes de faim entre mars et juin 2016. Selon Médecins sans frontières, au moins 188 réfugiés meurent dans le camp de Bama entre le 23 mai et le 23 juin 2016, principalement de diarrhée et de déshydratation. Selon Amnesty International, des milliers de personnes meurent de faim dans les camps de réfugiés, entre début 2015 et juin 2016. La famine prend fin avec l'arrivée massive d'organisations humanitaires.
Au plus fort de l'insurrection, début 2015, le nombre de personnes réfugiées et déplacées internes a approché 3 millions. En juin 2017, d'après le HCR, 2,56 millions de personnes sont réfugiées ou déplacées internes dans le bassin du lac Tchad en raison du conflit en cours : 205 000 Nigérians réfugiés au Cameroun, au Tchad et au Niger (la quasi-totalité de ces personnes ont dû quitter leur pays en 2015), 2,35 millions de personnes déplacées dont 1,88 million au Nigéria, 0,22 million au Cameroun, 0,13 million au Niger et 0,12 million au Tchad.

## Violences religieuses dans le reste du Nigeria
Parallèlement à la guerre dans le nord du pays, d'autres affrontements et massacres ont lieu ponctuellement dans le centre du Nigeria, opposant fermiers chrétiens et éleveurs peuls musulmans. Ainsi en février de l'an 2000, des affrontements à Kaduna font 2 000 morts en deux jours. D'autres font 500 morts à Jos en 2001, puis 200 en novembre 2008. En avril 2014, 78 à 120 personnes sont massacrés par des Peuls et le 15 mars 2015 à Egba, dans l'État de Benue, 45 à 50 villageois, dont des femmes et des enfants, sont assassinés par des éleveurs. Selon Human Rights Watch, ces violences ont fait 10 000 morts en 20 ans.
En décembre 2015, des affrontements éclatent à Zaria entre l'armée nigériane et le Mouvement islamique du Nigeria (MIN), une organisation chiite. Son leader, Ibrahim Zakzaky, est arrêté le 14 décembre. La répression menée par l'armée nigériane fait au moins 350 morts,,,.

### Cartes
- Jeune Afrique : CARTE INTERACTIVE - La fulgurante avancée de Boko Haram
- Le Monde : La violence de Boko Haram expliquée en cartes

### Documentaires
- Boko Haram, les origines du mal, réalisé par Xavier Muntz, 2016. Vidéo sur ARTEplus7
- Gemma Atwal et Karen Edwards, Les survivantes de Boko Haram, ARTE, 2018 (Prix média ENFANCE majuscule 2019 Catégorie Documentaire tourné à l'étranger)

### Articles
- Christian Seignobos, Comment le piège Boko Haram s’est refermé sur le lac Tchad, Le Monde, 20 septembre 2017.

### Webdocumentaires
- RFI : Sur les traces de Boko Haram - Niger, à l'heure du face à face, Webdocumentaire, par Nicolas Champeaux.
- RFI : Sur les traces de Boko Haram - Cameroun, la terreur aux frontières, Webdocumentaire, par Olivier Rogez.
- RFI : Sur les traces de Boko Haram - Tchad, l'armée au contact, par Madjiasra Nako.

### Reportages vidéos
- (fr) [vidéo] Sur les traces de Boko Haram, reportage d'Envoyé spécial, 2014.
- (en) [vidéo] La guerre contre Boko Haram, partie 1, La guerre contre Boko Haram, partie 2, La guerre contre Boko Haram, partie 3, série de reportages de Vice News, 2015.
- (fr) [vidéo] Patrick Fandio et Frédéric Rambier, Vidéo : avec l’armée camerounaise, en guerre contre Boko Haram, France 24, 4 mars 2016

### Récits et reportages
- Aminu Abubakar, « Là où la terreur n’a pas de nom », AFP, Making-of / les coulisses de l'info, 8 décembre 2015.
- Josiane Kouagheu, Au Cameroun, les « soldats de l’ombre », oubliés de la lutte contre Boko Haram (1/4), Le Monde, 31 mars 2016.
- Joan Tilouine, Un repenti de Boko Haram : « J’ai plus appris à tuer qu’à lire le Coran », Le Monde, 31 août 2017.